# ATP Challenger Series 2000
L'ATP Challenger Series è il secondo livello di tornei per professionisti organizzata dall'ATP. Il circuito prevede tornei con un montepremi che può variare da 25.000 a 150.000 dollari.

## Calendario
Legenda
| 200 000 $ |
| 125 000 $ |
| 100 000 $ |
| 75 000 $  |
| 50 000 $  |
| 37 500 $  |
| 25 000 $  |

### Gennaio
| Settimana  | Torneo                                                                                                 | Vincitore                                 | Finalista                     | Semifinalisti                         | Eliminati ai quarti                                          |
| ---------- | --- | ----------------------------------------- | ----------------------------- | ------------------------------------- | ------------------------------------------------------------ |
| 24 gennaio | Intersport Heilbronn Open 2000 Heilbronn, Germania Carpet Indoor 100 000 $ Singolare - Doppio          | Magnus Larsson 6–3, 7–6(1)                | Stéphane Huet                 | Andrej Stoljarov Markus Hantschk      | Orlin Stanojčev Michael Kohlmann Alexander Popp George Bastl |
| 24 gennaio | Intersport Heilbronn Open 2000 Heilbronn, Germania Carpet Indoor 100 000 $ Singolare - Doppio          | John van Lottum Jan Siemerink 7–5, 7–6(6) | Magnus Larsson Fredrik Loven  | Andrej Stoljarov Markus Hantschk      | Orlin Stanojčev Michael Kohlmann Alexander Popp George Bastl |
| 24 gennaio | Hilton Waikoloa Village USTA Challenger 2000 Waikoloa, Stati Uniti Cemento 50 000 $ Singolare - Doppio | Paul Goldstein 7–5, 6–2                   | André Sá                      | Cristiano Caratti Stefano Pescosolido | Gastón Etlis Taylor Dent Olivier Malcor Nenad Zimonjić       |
| 24 gennaio | Hilton Waikoloa Village USTA Challenger 2000 Waikoloa, Stati Uniti Cemento 50 000 $ Singolare - Doppio | Richey Reneberg Jim Grabb 6–2, 2–6, 6–4   | James Blake Cecil Mamiit      | Cristiano Caratti Stefano Pescosolido | Gastón Etlis Taylor Dent Olivier Malcor Nenad Zimonjić       |
| 31 gennaio | Amarillo Challenger 2000 Amarillo, Stati Uniti Cemento Indoor 37 000 $ Singolare - Doppio              | Michael Russell 7–5, 6–2                  | Stefano Pescosolido           | Cecil Mamiit Cristiano Caratti        | Marcos Ondruska Ota Fukárek Agustín Calleri Gabriel Trifu    |
| 31 gennaio | Amarillo Challenger 2000 Amarillo, Stati Uniti Cemento Indoor 37 000 $ Singolare - Doppio              | Brian MacPhie Michael Hill 7–5, 6–2       | Brandon Coupe Michael Sell    | Cecil Mamiit Cristiano Caratti        | Marcos Ondruska Ota Fukárek Agustín Calleri Gabriel Trifu    |
| 31 gennaio | Hamburg Challenger 2000 Amburgo, Germania Sintetico Indoor 25 000 $ Singolare - Doppio                 | Alexander Popp 6–3, 6–2                   | Andy Fahlke                   | Christian Vinck Petr Luxa             | Vladimir Volčkov Robin Vik Reginald Willems Oscar Burrieza   |
| 31 gennaio | Hamburg Challenger 2000 Amburgo, Germania Sintetico Indoor 25 000 $ Singolare - Doppio                 | Tomáš Cibulec Leoš Friedl 4–6, 6–3, 6–2   | Mark Gienke Florian Jeschonek | Christian Vinck Petr Luxa             | Vladimir Volčkov Robin Vik Reginald Willems Oscar Burrieza   |

### Febbraio
| Settimana   | Torneo                                                                                            | Vincitore                                       | Finalista                         | Semifinalisti                     | Eliminati ai quarti                                             |
| ----------- | ------------------------------------------------------------------------------------------------- | ----------------------------------------------- | --------------------------------- | --------------------------------- | --------------------------------------------------------------- |
| 7 febbraio  | Volkswagen Challenger 2000 Wolfsburg, Germania Sintetico Indoor 25 000 $ Singolare - Doppio       | Andrej Stoljarov 3–6, 6–3, 6–0                  | Oscar Burrieza                    | Florian Jeschonek Barry Cowan     | Giorgio Galimberti Ivo Heuberger Diego Nargiso Michael Kohlmann |
| 7 febbraio  | Volkswagen Challenger 2000 Wolfsburg, Germania Sintetico Indoor 25 000 $ Singolare - Doppio       | Jan-Ralph Brandt Martin Sinner 7–5, 3–6, 7–6(7) | Tomáš Cibulec Leoš Friedl         | Florian Jeschonek Barry Cowan     | Giorgio Galimberti Ivo Heuberger Diego Nargiso Michael Kohlmann |
| 14 febbraio | Calcutta Challenger 2000 Calcutta, India Erba 25 000 $ Singolare - Doppio                         | Tuomas Ketola 6–1, 6–3                          | Andy Ram                          | Aisam-ul-Haq Qureshi Mosè Navarra | Leander Paes Nir Welgreen Dejan Petrović Satoshi Iwabuchi       |
| 14 febbraio | Calcutta Challenger 2000 Calcutta, India Erba 25 000 $ Singolare - Doppio                         | Andy Ram Nir Welgreen 2-1 rit                   | Grégory Carraz Guillaume Marx     | Aisam-ul-Haq Qureshi Mosè Navarra | Leander Paes Nir Welgreen Dejan Petrović Satoshi Iwabuchi       |
| 14 febbraio | Hull Challenger 2000 Hull, Regno Unito Sintetico Indoor 25 000 $ Singolare - Doppio               | Henrik Andresson 6–4, 3–6, 6–4                  | Mark Hilton                       | Răzvan Sabău Johan van Herck      | João Cunha e Silva Neville Godwin Tom Spinks Reginald Willems   |
| 14 febbraio | Hull Challenger 2000 Hull, Regno Unito Sintetico Indoor 25 000 $ Singolare - Doppio               | Barry Cowan Neville Godwin 6–3, 3–6, 6–3        | Julian Knowle Stefano Pescosolido | Răzvan Sabău Johan van Herck      | João Cunha e Silva Neville Godwin Tom Spinks Reginald Willems   |
| 14 febbraio | Lubeck Challenger 2000 Lubecca, Germania Cemento Indoor 25 000 $ Singolare - Doppio               | Christian Vinck 6–3, 6–1                        | Andy Fahlke                       | Jan Boruszewski Oscar Burrieza    | Dirk Dier Diego Nargiso Ivo Heuberger Gabriel Trifu             |
| 14 febbraio | Lubeck Challenger 2000 Lubecca, Germania Cemento Indoor 25 000 $ Singolare - Doppio               | Giorgio Galimberti Diego Nargiso 6–4, 6–4       | Karsten Braasch Dick Dier         | Jan Boruszewski Oscar Burrieza    | Dirk Dier Diego Nargiso Ivo Heuberger Gabriel Trifu             |
| 14 febbraio | KGHM Dialog Polish Indoors 2000 Breslavia, Polonia Cemento Indoor 75 000 $ Singolare - Doppio     | Martin Damm 4–6, 6–4, 6–3                       | Gianluca Pozzi                    | Thierry Guardiola Ján Krošlák     | Michel Kratochvil Stéphane Huet Andrej Čerkasov David Miketa    |
| 14 febbraio | KGHM Dialog Polish Indoors 2000 Breslavia, Polonia Cemento Indoor 75 000 $ Singolare - Doppio     | Petr Kovačka Pavel Kudrnáč 3–6, 7–6(6), 6–4     | Jocelyn Robichaud Kyle Spencer    | Thierry Guardiola Ján Krošlák     | Michel Kratochvil Stéphane Huet Andrej Čerkasov David Miketa    |
| 21 febbraio | Ahmedabad Challenger 2000 Ahmedabad, India Cemento 25 000 $ Singolare - Doppio                    | Vadim Kucenko 6–2, 6–4                          | Oren Motevassel                   | Lior Dahan Jeff Coetzee           | Filippo Volandri Mark Nielsen Boris Borgula Tuomas Ketola       |
| 21 febbraio | Ahmedabad Challenger 2000 Ahmedabad, India Cemento 25 000 $ Singolare - Doppio                    | Cédric Kauffmann Fazaluddin Syed 3–6, 6–4, 6–4  | Justin Bower Damien Roberts       | Lior Dahan Jeff Coetzee           | Filippo Volandri Mark Nielsen Boris Borgula Tuomas Ketola       |
| 21 febbraio | Ho Chi Minh Challenger 2000 Ho Chi Minh, Vietnam Cemento 50 000 $ Singolare - Doppio              | Jiří Vaněk 7–6(5), 6–4                          | Reginald Willems                  | Kevin Ullyett Federico Browne     | Björn Phau Goichi Motomura Barry Cowan Werner Eschauer          |
| 21 febbraio | Ho Chi Minh Challenger 2000 Ho Chi Minh, Vietnam Cemento 50 000 $ Singolare - Doppio              | Michael Hill Todd Woodbridge 6–3, 6–4           | Irakli Labadze Kevin Ullyett      | Kevin Ullyett Federico Browne     | Björn Phau Goichi Motomura Barry Cowan Werner Eschauer          |
| 28 febbraio | Challenger DCNS de Cherbourg 2000 Cherbourg, Francia Sintetico Indoor 37 000 $ Singolare - Doppio | Julien Boutter 6–0, 6–1                         | Michail Južnyj                    | Olivier Rochus Răzvan Sabău       | Diego Nargiso Andrej Čerkasov Michaël Llodra Nicolas Mahut      |
| 28 febbraio | Challenger DCNS de Cherbourg 2000 Cherbourg, Francia Sintetico Indoor 37 000 $ Singolare - Doppio | Julien Boutter Michaël Llodra 2–6, 6–4, 7–5     | Julien Benneteau Nicolas Mahut    | Olivier Rochus Răzvan Sabău       | Diego Nargiso Andrej Čerkasov Michaël Llodra Nicolas Mahut      |
| 28 febbraio | Mumbai Challenger 2000 Mumbai, India Cemento 25 000 $ Singolare - Doppio                          | Leander Paes 7–6(2), 3-2 ritiro                 | Dennis van Scheppingen            | Tom Chicoine Florian Allgäuer     | Giorgio Galimberti Nicolas Coutelot Tuomas Ketola Boris Borgula |
| 28 febbraio | Mumbai Challenger 2000 Mumbai, India Cemento 25 000 $ Singolare - Doppio                          | Tomáš Anzari Satoshi Iwabuchi 7–6(9), 6–4       | Maxime Boye Jonathan Erlich       | Tom Chicoine Florian Allgäuer     | Giorgio Galimberti Nicolas Coutelot Tuomas Ketola Boris Borgula |
| 28 febbraio | Singapore Challenger 2000 Singapore, Singapore Cemento 50 000 $ Singolare - Doppio                | Todd Woodbridge 6–3, 6–3                        | Arvind Parmar                     | Philipp King Goichi Motomura      | Neville Godwin Rodolphe Cadart Dejan Petrović Olivier Malcor    |
| 28 febbraio | Singapore Challenger 2000 Singapore, Singapore Cemento 50 000 $ Singolare - Doppio                | Neville Godwin Michael Hill 6–4, 6–1            | Paul Hanley Nathan Healey         | Philipp King Goichi Motomura      | Neville Godwin Rodolphe Cadart Dejan Petrović Olivier Malcor    |

### Marzo
| Settimana | Torneo | Vincitore                                        | Finalista                               | Semifinalisti                         | Eliminati ai quarti                                              |
| --------- | --- | ------------------------------------------------ | --------------------------------------- | ------------------------------------- | ---------------------------------------------------------------- |
| 6 marzo   | Open de Franche Comté 2000 Besançon, Francia Sintetico Indoor 25 000 $ Singolare - Doppio                      | Julien Boutter 6–4, 7–6(4)                       | Julian Knowle                           | Filip Dewulf Alexander Popp           | Michail Južnyj Stefano Pescosolido Petr Luxa Răzvan Sabău        |
| 6 marzo   | Open de Franche Comté 2000 Besançon, Francia Sintetico Indoor 25 000 $ Singolare - Doppio                      | Julin Boutter Michaël Llodra 6–4, 6(6)–7, 7–6(5) | Stefano Pescosolido Vincenzo Santopadre | Filip Dewulf Alexander Popp           | Michail Južnyj Stefano Pescosolido Petr Luxa Răzvan Sabău        |
| 6 marzo   | Shimadzu All Japan Indoor Tennis Championships 2000 Kyoto, Giappone Cemento Indoor 25 000 $ Singolare - Doppio | Kevin Ullyett 6(3)–7, 6–4, 6–4                   | Arwind Parmar                           | Michael Hill Barry Cowan              | Neville Godwin Kentaro Masuda Satoshi Iwabuchi Hideki Kaneko     |
| 6 marzo   | Shimadzu All Japan Indoor Tennis Championships 2000 Kyoto, Giappone Cemento Indoor 25 000 $ Singolare - Doppio | Martin Hromec Tom Spinks 6–4, 7–6(5)             | Yaoki Ishii Satoshi Iwabuchi            | Michael Hill Barry Cowan              | Neville Godwin Kentaro Masuda Satoshi Iwabuchi Hideki Kaneko     |
| 13 marzo  | Lisbon Challenger 2000 Lisbona, Portogallo Terra Rossa 25 000 $ Singolare - Doppio                             | David Sánchez 6–4, 3–6, 6–2                      | Jiří Vaněk                              | Vincenzo Santopadre Jean-René Lisnard | Irakli Labadze Michal Tabara Olivier Malcor Solon Peppas         |
| 13 marzo  | Lisbon Challenger 2000 Lisbona, Portogallo Terra Rossa 25 000 $ Singolare - Doppio                             | João Cunha e Silva Nuno Marques 7–5, 6–4         | Salvador Navarro Tommy Robredo          | Vincenzo Santopadre Jean-René Lisnard | Irakli Labadze Michal Tabara Olivier Malcor Solon Peppas         |
| 13 marzo  | Magdeburg Challenger 2000 Magdeburgo, Germania Sintetico Indoor 25 000 $ Singolare - Doppio                    | Sébastien Lareau 7–6(1), 6–3                     | Vladimir Volčkov                        | Julien Boutter Michaël Llodra         | Jakub Herm-Zahlava Jan Vacek Oscar Burrieza Alex Pretzsch        |
| 13 marzo  | Magdeburg Challenger 2000 Magdeburgo, Germania Sintetico Indoor 25 000 $ Singolare - Doppio                    | Karsten Braasch Dirk Dier 7–5, 7–6(6)            | Thomas Behrend Michael Kohlmann         | Julien Boutter Michaël Llodra         | Jakub Herm-Zahlava Jan Vacek Oscar Burrieza Alex Pretzsch        |
| 13 marzo  | Challenger Salinas 2000 Salinas, Ecuador Cemento 25 000 $ Singolare - Doppio                                   | Davide Sanguinetti 6–2, 6–2                      | Luis Horna                              | Agostoin Calleri Oliver Gross         | Joan Balcells Harel Levy Jimy Szymanski Juan Albert Villoca-Puig |
| 13 marzo  | Challenger Salinas 2000 Salinas, Ecuador Cemento 25 000 $ Singolare - Doppio                                   | Joan Balcells Mauricio Hadad W/O                 | Emilio Benfele Álvarez Álex Calatrava   | Agostoin Calleri Oliver Gross         | Joan Balcells Harel Levy Jimy Szymanski Juan Albert Villoca-Puig |
| 20 marzo  | Hamilton Challenger 2000 Hamilton, Nuova Zelanda Cemento 25 000 $ Singolare - Doppio                           | Michael Joyce 4–6, 6–4, 6–4                      | Goichi Motomura                         | Neville Godwin Barry Cowan            | James Greenhalg Michael Hill Mattias Hellstrom Justin Layne      |
| 20 marzo  | Hamilton Challenger 2000 Hamilton, Nuova Zelanda Cemento 25 000 $ Singolare - Doppio                           | Neville Godwin Michael Hill 7–6, 6–4             | Michael Joyce Jim Thomas                | Neville Godwin Barry Cowan            | James Greenhalg Michael Hill Mattias Hellstrom Justin Layne      |
| 27 marzo  | Open Barletta 2000 Barletta, Italia Terra Rossa 25 000 $ Singolare - Doppio                                    | Germán Puentes 6–4, 7–6(3)                       | Tommy Robredo                           | Andrea Gaudenzi Bohdan Ulihrach       | Markus Hipfl Vincenzo Santopadre Federico Luzzi Jiří Vaněk       |
| 27 marzo  | Open Barletta 2000 Barletta, Italia Terra Rossa 25 000 $ Singolare - Doppio                                    | Petr Kovačka Pavel Kudrnáč 6(4)–7, 6–2, 6–0      | Dinu Pescariu Vincenzo Santopadre\|     | Andrea Gaudenzi Bohdan Ulihrach       | Markus Hipfl Vincenzo Santopadre Federico Luzzi Jiří Vaněk       |

### Aprile
| Settimana | Torneo                                                                                              | Vincitore                                  | Finalista                      | Semifinalisti                       | Eliminati ai quarti                                           |
| --------- | --------------------------------------------------------------------------------------------------- | ------------------------------------------ | ------------------------------ | ----------------------------------- | ------------------------------------------------------------- |
| 3 aprile  | Sardinian International Championships 2000 Cagliari, Italia Terra Rossa 75 000 $ Singolare - Doppio | Andrea Gaudenzi 2–6, 7–5, 6–2              | Martín Rodríguez               | Tommy Robredo Marcello Craca        | Julien Boutter Jacobo Diaz Ronald Agénor Jiří Vaněk           |
| 3 aprile  | Sardinian International Championships 2000 Cagliari, Italia Terra Rossa 75 000 $ Singolare - Doppio | Tomáš Cibulec Leoš Friedl 6–1, 3–6, 7–5    | Andrea Gaudenzi Diego Nargiso  | Tommy Robredo Marcello Craca        | Julien Boutter Jacobo Diaz Ronald Agénor Jiří Vaněk           |
| 17 aprile | San Luis Potosí Challenger 2000 San Luis Potosí, Messico Terra Rossa 50 000 $ Singolare - Doppio    | Agustín Calleri 7–5, 6–4                   | Mariano Hood                   | Luis Horna Guillermo Coria          | Petr Kralert Nicolás Massú Davide Sanguinetti Federico Browne |
| 17 aprile | San Luis Potosí Challenger 2000 San Luis Potosí, Messico Terra Rossa 50 000 $ Singolare - Doppio    | José de Armas Jimy Szymanski 5–7, 6–4, 6–2 | Jocelyn Robichaud Michael Sell | Luis Horna Guillermo Coria          | Petr Kralert Nicolás Massú Davide Sanguinetti Federico Browne |
| 24 aprile | XL Bermuda Open 2000 Bermuda, Bermuda Terra verde 100 000 $ Singolare - Doppio                      | Andrew Ilie 4–6, 6–3, 6–2                  | Michal Tabara                  | Jason Stoltenberg Laurence Tieleman | Agustín Calleri Thierry Guardiola André Sá Sébastien Lareau   |
| 24 aprile | XL Bermuda Open 2000 Bermuda, Bermuda Terra verde 100 000 $ Singolare - Doppio                      | Leander Paes Jan Siemerink 6–3, 6–2        | Jeff Coetzee Brent Haygarth    | Jason Stoltenberg Laurence Tieleman | Agustín Calleri Thierry Guardiola André Sá Sébastien Lareau   |
| 24 aprile | Maia Challenger 2000 Maia, Portogallo Terra Rossa 125 000 $ Singolare - Doppio                      | Andrea Gaudenzi 3–6, 7–5, 6–1              | Juan Ignacio Chela             | Björn Phau Julien Boutter           | Bernardo Mota David Sánchez markus Hipfl Stéphane Huet        |
| 24 aprile | Maia Challenger 2000 Maia, Portogallo Terra Rossa 125 000 $ Singolare - Doppio                      | Tomáš Cibulec Leoš Friedl 6–3, 4–6, 6–4    | Petr Pála Pavel Vízner         | Björn Phau Julien Boutter           | Bernardo Mota David Sánchez markus Hipfl Stéphane Huet        |

### Maggio
| Settimana | Torneo                                                                                     | Vincitore                                      | Finalista                               | Semifinalisti                    | Eliminati ai quarti                                             |
| --------- | ------------------------------------------------------------------------------------------ | ---------------------------------------------- | --------------------------------------- | -------------------------------- | --------------------------------------------------------------- |
| 8 maggio  | Birmingham Challenger 2000 Birmingham, Stati Uniti Terra Verde 50 000 $ Singolare - Doppio | Ronald Agénor 7–5, 6–3                         | Paradorn Srichaphan                     | Lorenzo Manta Jan Siemerink      | Paul Goldstein Alexander Popp David Weathon Helbert Wiltschnig  |
| 8 maggio  | Birmingham Challenger 2000 Birmingham, Stati Uniti Terra Verde 50 000 $ Singolare - Doppio | Paul Kilderry Peter Tramacchi 6–4, 6–4         | Lee Pearson Grant Silcock               | Lorenzo Manta Jan Siemerink      | Paul Goldstein Alexander Popp David Weathon Helbert Wiltschnig  |
| 8 maggio  | Fergana Challenger 2000 Fergana, Uzbekistan Cemento 25 000 $ Singolare - Doppio            | Vladimir Volčkov 4–6, 6–0, 6–4                 | Igor' Kunicyn                           | Michail Južnyj Stefano Galvani   | Mark Nielsen Daniel Melo Lior Dahan Dmitrij Tomaševič           |
| 8 maggio  | Fergana Challenger 2000 Fergana, Uzbekistan Cemento 25 000 $ Singolare - Doppio            | Jonathan Erlich Lior Mor 6–4, 6–0              | Daniel Melo Alexandre Simoni            | Michail Južnyj Stefano Galvani   | Mark Nielsen Daniel Melo Lior Dahan Dmitrij Tomaševič           |
| 8 maggio  | BMW Ljubljana Open 2000 Lubiana, Slovenia Terra Rossa 100 000 $ Singolare - Doppio         | Oliver Gross 4–6, 6–1, 7–6(3)                  | Joan Balcells                           | Julián Alonso Tomáš Zíb          | Michel Kratochvil Martín Rodríguez Gastón Etlis Julien Boutter  |
| 8 maggio  | BMW Ljubljana Open 2000 Lubiana, Slovenia Terra Rossa 100 000 $ Singolare - Doppio         | Paul Rosner Jason Weir Smith 6–3, 6–4          | Emilio Benfele Álvarez Álex López Morón | Julián Alonso Tomáš Zíb          | Michel Kratochvil Martín Rodríguez Gastón Etlis Julien Boutter  |
| 15 maggio | Armonk Challenger 2000 Armonk, Stati Uniti Terra Rossa 50 000 $ Singolare - Doppio         | Salvador Navarro 6–1, 3–6, 6–3                 | Alejandro Hernández                     | David Weathon Mike Bryan         | Kevin Kim Federico Browne Olivier Rochus Luis Adrian Morejon    |
| 15 maggio | Armonk Challenger 2000 Armonk, Stati Uniti Terra Rossa 50 000 $ Singolare - Doppio         | Paul Kilderry Peter Tramacchi 2–6, 7–6(5), 6–4 | Bob Bryan Mike Bryan                    | David Weathon Mike Bryan         | Kevin Kim Federico Browne Olivier Rochus Luis Adrian Morejon    |
| 15 maggio | Edinburgh Challenger 2000 Edimburgo, Regno Unito Terra Verde 25 000 $ Singolare - Doppio   | Filip Dewulf W/O                               | Marcelo Charpentier                     | Luis Horna Ota Fukárek           | Éric Prodon Solon Peppas Oscar Burrieza Óscar Serrano Rodríguez |
| 15 maggio | Edinburgh Challenger 2000 Edimburgo, Regno Unito Terra Verde 25 000 $ Singolare - Doppio   | Tommy Robredo Michael Russell 6–0, 6–2         | Lars Burgsmüller Ota Fukárek            | Luis Horna Ota Fukárek           | Éric Prodon Solon Peppas Oscar Burrieza Óscar Serrano Rodríguez |
| 15 maggio | Jerusalem Challenger 2000 Gerusalemme, Israele Cemento 50 000 $ Singolare - Doppio         | Kevin Ullyett 6–4, 6–3                         | Gianluca Pozzi                          | Satoshi Iwabuchi John van Lottum | Neville Godwin Cristiano Caratti Tuomas Ketola Jan Hernych      |
| 15 maggio | Jerusalem Challenger 2000 Gerusalemme, Israele Cemento 50 000 $ Singolare - Doppio         | Neville Godwin Kevin Ullyett 7–6(4), 7–6(3)    | Noam Behr Eyal Ran                      | Satoshi Iwabuchi John van Lottum | Neville Godwin Cristiano Caratti Tuomas Ketola Jan Hernych      |
| 15 maggio | Samarkand Challenger 2000 Samarcanda, Uzbekistan Terra Rossa 25 000 $ Singolare - Doppio   | Michail Južnyj 7–6(7), 2–6, 7–6(8)             | Jan Frode Andersen                      | Alexander Shvec Filippo Volandri | Igor' Kunicyn Stefano Galvani Vadim Kucenko Marcello Craca      |
| 15 maggio | Samarkand Challenger 2000 Samarcanda, Uzbekistan Terra Rossa 25 000 $ Singolare - Doppio   | Stefano Galvani Andrej Stoljarov W/O           | Daniel Melo Alexandre Simoni            | Alexander Shvec Filippo Volandri | Igor' Kunicyn Stefano Galvani Vadim Kucenko Marcello Craca      |
| 15 maggio | Zagreb Open 2000 Zagabria, Croazia Terra Rossa 50 000 $ Singolare - Doppio                 | Gastón Etlis 6–3, 7–5                          | Agustín Calleri                         | Davide Sanguinetti Joan Balcells | Harel Levy Raemon Sluiter Alex López-Moron Petr Kralert         |
| 15 maggio | Zagreb Open 2000 Zagabria, Croazia Terra Rossa 50 000 $ Singolare - Doppio                 | Michaël Llodra Diego Nargiso 6–2, 6–3          | Eduardo Nicolas Germán Puentes          | Davide Sanguinetti Joan Balcells | Harel Levy Raemon Sluiter Alex López-Moron Petr Kralert         |
| 22 maggio | Budapest Challenger 2000 Budapest, Ungheria Terra Rossa 25 000 $ Singolare - Doppio        | Edwin Kempes 6–4, ritiro                       | Jérôme Golmard                          | Jan Vacek Irakli Labadze         | daniel Elsner František Čermák Davide Sanguinetti Ronald Agénor |
| 22 maggio | Budapest Challenger 2000 Budapest, Ungheria Terra Rossa 25 000 $ Singolare - Doppio        | Thomas Shimada Myles Wakefield 6–2, 3–6, 6–3   | Irakli Labadze Dinu Pescariu            | Jan Vacek Irakli Labadze         | daniel Elsner František Čermák Davide Sanguinetti Ronald Agénor |

### Giugno
| Settimana | Torneo                                                                                          | Vincitore                                        | Finalista                         | Semifinalisti                         | Eliminati ai quarti                                                   |
| --------- | ----------------------------------------------------------------------------------------------- | ------------------------------------------------ | --------------------------------- | ------------------------------------- | --------------------------------------------------------------------- |
| 5 giugno  | Schickedanz Open 2000 Fürth, Germania Terra Rossa 50 000 $ Singolare - Doppio                   | Irakli Labadze 6–4, 6–4                          | Daniel Elsner                     | José Acasuso Ivajlo Trajkov           | Oliver Gross Frederik Jonsson Federico Browne Germán Puentes          |
| 5 giugno  | Schickedanz Open 2000 Fürth, Germania Terra Rossa 50 000 $ Singolare - Doppio                   | Germán Puentes Eduardo Nicolas 6–4, 6–2          | Devin Bowen Brandon Coupe         | José Acasuso Ivajlo Trajkov           | Oliver Gross Frederik Jonsson Federico Browne Germán Puentes          |
| 5 giugno  | Unicredit Czech Open 2000 Prostějov, Repubblica Ceca Terra Rossa 100 000 $ Singolare - Doppio   | Andreas Vinciguerra W/O                          | Jérôme Golmard                    | Petr Luxa Álex Calatrava              | Bohdan Ulihrach Markus Hipfl Orlin Stanojčev Jiří Vaněk               |
| 5 giugno  | Unicredit Czech Open 2000 Prostějov, Repubblica Ceca Terra Rossa 100 000 $ Singolare - Doppio   | Alberto Martín Eyal Ran 6–2, 6–2                 | Petr Luxa Vincenzo Santopadre     | Petr Luxa Álex Calatrava              | Bohdan Ulihrach Markus Hipfl Orlin Stanojčev Jiří Vaněk               |
| 5 giugno  | Surbiton Trophy 2000 Surbiton, Regno Unito Erba 50 000 $ Singolare - Doppio                     | Wayne Arthurs 4–6, 7–6(6), 6–4                   | Laurence Tieleman                 | Gianluca Pozzi Anthony Dupuis         | Jonathan Stark Taylor Dent George Bastl André Sá                      |
| 5 giugno  | Surbiton Trophy 2000 Surbiton, Regno Unito Erba 50 000 $ Singolare - Doppio                     | Jeff Coetzee Marcos Ondruska 7–6(3), 7–6(6)      | Jonathan Stark Jared Palmer       | Gianluca Pozzi Anthony Dupuis         | Jonathan Stark Taylor Dent George Bastl André Sá                      |
| 5 giugno  | Tallahassee Tennis Challenger 2000 Tallahassee, Stati Uniti Cemento 50 000 $ Singolare - Doppio | Jeff Salzenstein 6–3, 6–2                        | Kevin Kim                         | Cecil Mammit Mark Knowles             | Frédéric Niemeyer Lior Dahan Michael Joyce Mauricio Hadad             |
| 5 giugno  | Tallahassee Tennis Challenger 2000 Tallahassee, Stati Uniti Cemento 50 000 $ Singolare - Doppio | Mark Knowles Mark Merklein 7–6(3), 6–2           | Kelly Gullett Brandon Hawk        | Cecil Mammit Mark Knowles             | Frédéric Niemeyer Lior Dahan Michael Joyce Mauricio Hadad             |
| 12 giugno | Colorado Tennis Classic 2000 Denver, Stati Uniti Terra Rossa 50 000 $ Singolare - Doppio        | Lior Mor 6–3, 6–4                                | Alejandro Hernández               | Thomas Dupre Andy Ram                 | Cecil Mammit Michael Joyce Kevin Kim Mauricio Hadad                   |
| 12 giugno | Colorado Tennis Classic 2000 Denver, Stati Uniti Terra Rossa 50 000 $ Singolare - Doppio        | Jonathan Erlich Lior Mor 6–4, 5–7, 6–2           | Noam Behr Andy Ram                | Thomas Dupre Andy Ram                 | Cecil Mammit Michael Joyce Kevin Kim Mauricio Hadad                   |
| 12 giugno | Espinho Challenger 2000 Espinho, Portogallo Terra Rossa 50 000 $ Singolare - Doppio             | Tommy Robredo 6–4, 6–2                           | Jimy Szymanski                    | Olivier Rochus Jarkko Nieminen        | Cristian Cordasz Santiago Ventura Albert Montañés Dušan Vemić         |
| 12 giugno | Espinho Challenger 2000 Espinho, Portogallo Terra Rossa 50 000 $ Singolare - Doppio             | Emanuel Couto Bernardo Mota 4–6, 7–5, 7–6(4)     | Nuno Marques João Cunha e Silva   | Olivier Rochus Jarkko Nieminen        | Cristian Cordasz Santiago Ventura Albert Montañés Dušan Vemić         |
| 12 giugno | Pekao Open 2000 Stettino, Polonia Terra Rossa 125 000 $ Singolare - Doppio                      | Bohdan Ulihrach 6–0, 6–2                         | Alberto Martín                    | Arnaud Di Pasquale David Sánchez      | Krystian Pfeiffer Attila Sávolt Nicolás Massú Robert Lindstedt        |
| 12 giugno | Pekao Open 2000 Stettino, Polonia Terra Rossa 125 000 $ Singolare - Doppio                      | Alberto Martín Eyal Ran 7–6(2), 6(5)–7, 6–2      | Mariano Hood Martín Rodriguez     | Arnaud Di Pasquale David Sánchez      | Krystian Pfeiffer Attila Sávolt Nicolás Massú Robert Lindstedt        |
| 12 giugno | Weiden Challenger 2000 Weiden, Germania Terra Rossa 75 000 $ Singolare - Doppio                 | Daniel Elsner 6–1, 7–6(5)                        | Filip Dewulf                      | Francisco Costa Xavier Malisse        | Jakub Herm-Zahlava Emilio Benfele Álvarez Solon Peppas Vadim Kucenko  |
| 12 giugno | Weiden Challenger 2000 Weiden, Germania Terra Rossa 75 000 $ Singolare - Doppio                 | Mark Nielsen Andrej Stoljarov 7–5, 6–3           | Andy Fahlke Daniel Elsner         | Francisco Costa Xavier Malisse        | Jakub Herm-Zahlava Emilio Benfele Álvarez Solon Peppas Vadim Kucenko  |
| 19 giugno | Nord LB Open 2000 Braunschweig, Germania Terra Rossa 125 000 $ Singolare - Doppio               | Gastón Gaudio 6–4, 6(2)–7, 6–4                   | Franco Squillari                  | Michal Tabara Arnaud Di Pasquale      | Sergi Bruguera Jens Knippschild Andrej Čerkasov Jiří Vaněk            |
| 19 giugno | Nord LB Open 2000 Braunschweig, Germania Terra Rossa 125 000 $ Singolare - Doppio               | Jens Knippschild Jeff Tarango 6–2, 6–2           | Alex López-Moron Albert Portas    | Michal Tabara Arnaud Di Pasquale      | Sergi Bruguera Jens Knippschild Andrej Čerkasov Jiří Vaněk            |
| 19 giugno | Challenger Lugano 2000 Lugano, Svizzera Terra Rossa 25 000 $ Singolare - Doppio                 | David Sánchez 6–3, 6–2                           | Attila Sávolt                     | Oleg Ogorodov Germán Puentes          | Oliver Gross Álex Calatrava Stefano Tarallo Renzo Furlan              |
| 19 giugno | Challenger Lugano 2000 Lugano, Svizzera Terra Rossa 25 000 $ Singolare - Doppio                 | Vadim Kucenko Oleg Ogorodov 4–6, 7–6(3), 6–0     | Francisco Costa Tobias Hildebrand | Oleg Ogorodov Germán Puentes          | Oliver Gross Álex Calatrava Stefano Tarallo Renzo Furlan              |
| 26 giugno | Eisenach Challenger 2000 Eisenach, Germania Terra Rossa 25 000 $ Singolare - Doppio             | Jan Frode Andersen 7–6(5), 6–3                   | Francisco Costa                   | Juan Albert Villoca-Puig Ion Moldovan | Paul-Henri Mathieu Tomas Behrend Michal Tabara Jens Knippschild       |
| 26 giugno | Eisenach Challenger 2000 Eisenach, Germania Terra Rossa 25 000 $ Singolare - Doppio             | Daniel Melo Alexandre Simoni 6–1, 6(2)–7, 6–1    | Enrique Abaroa Tim Crichton       | Juan Albert Villoca-Puig Ion Moldovan | Paul-Henri Mathieu Tomas Behrend Michal Tabara Jens Knippschild       |
| 26 giugno | Memorial Argo Manfredini 2000 Sassuolo, Italia Terra Rossa 25 000 $ Singolare - Doppio          | Stefano Tarallo 7–6(5), 3–6, 7–6(4)              | Álex Calatrava                    | Vasilīs Mazarakīs Diego Moyáno        | Răzvan Sabău Jimy Szymanski Óscar Serrano Rodríguez Fernando González |
| 26 giugno | Memorial Argo Manfredini 2000 Sassuolo, Italia Terra Rossa 25 000 $ Singolare - Doppio          | Álex Calatrava Salvador Navarro 6(5)–7, 6–1, 6–4 | Daniele Bracciali Federico Luzzi  | Vasilīs Mazarakīs Diego Moyáno        | Răzvan Sabău Jimy Szymanski Óscar Serrano Rodríguez Fernando González |

### Luglio
| Settimana | Torneo                                                                                                | Vincitore                                       | Finalista                          | Semifinalisti                          | Eliminati ai quarti                                                      |
| --------- | --- | ----------------------------------------------- | ---------------------------------- | -------------------------------------- | ------------------------------------------------------------------------ |
| 3 luglio  | Montauban Challenger 2000 Montauban, Francia Terra Rossa 25 000 $ Singolare - Doppio                  | Jean Rene Lisnard 6–2, 6–0                      | Óscar Serrano Rodríguez            | Cristian Kordasz Guillermo Coria       | Paul-Henri Mathieu Michael Russell Salvador Navarro Kevin Kim            |
| 3 luglio  | Montauban Challenger 2000 Montauban, Francia Terra Rossa 25 000 $ Singolare - Doppio                  | Lee Pearson Grant Silcock 6–1, 6–4              | Tim Crichton Ashley Fisher         | Cristian Kordasz Guillermo Coria       | Paul-Henri Mathieu Michael Russell Salvador Navarro Kevin Kim            |
| 3 luglio  | Ulm Challenger 2000 Ulma, Germania Terra Rossa 50 000 $ Singolare - Doppio                            | Germán Puentes 6–3, 6–3                         | David Sánchez                      | Daniel Elsner Jens Knippschild         | Raemon Sluiter Werner Eschauer Joan Balcells Orlin Stanojčev             |
| 3 luglio  | Ulm Challenger 2000 Ulma, Germania Terra Rossa 50 000 $ Singolare - Doppio                            | Orlin Stanojčev Michail Južnyj 6(2)–7, 7–5, 6–0 | Thomas Behrend Karsten Braasch     | Daniel Elsner Jens Knippschild         | Raemon Sluiter Werner Eschauer Joan Balcells Orlin Stanojčev             |
| 3 luglio  | Venice Challenger 2000 Venezia, Italia Terra Rossa 100 000 $ Singolare - Doppio                       | Agustín Calleri 6–0, 6–1                        | Jacobo Díaz                        | Julián Alonso Marcelo Charpentier      | Juan Ignacio Chela Feliciano López Fernando González Stéphane Huet       |
| 3 luglio  | Venice Challenger 2000 Venezia, Italia Terra Rossa 100 000 $ Singolare - Doppio                       | Julián Alonso Aleksandar Kitinov 7–6(3), 7–5    | Andrea Gaudenzi Diego Nargiso      | Julián Alonso Marcelo Charpentier      | Juan Ignacio Chela Feliciano López Fernando González Stéphane Huet       |
| 10 luglio | West of England Challenger 2000 Bristol, Regno Unito Erba 50 000 $ Singolare - Doppio                 | Andy Ram 6–3, 6–3                               | Julian Knowle                      | Kristian Pless Helge Koll              | Daniele Bracciali Martin Lee Grégory Carraz Igor Gaudi                   |
| 10 luglio | West of England Challenger 2000 Bristol, Regno Unito Erba 50 000 $ Singolare - Doppio                 | Jordan Kerr Damien Roberts 6–3, 1–6, 6–3        | Noam Behr Eyal Erlich              | Kristian Pless Helge Koll              | Daniele Bracciali Martin Lee Grégory Carraz Igor Gaudi                   |
| 10 luglio | Challenger Banque Nationale de Granby 2000 Granby, Canada Cemento 50 000 $ Singolare - Doppio         | Takao Suzuki 6–4, 6–3                           | Cecil Mammit                       | Mark Nielsen Lior Mor                  | Glenn Weiner Emin Ağayev Robin Vik Kevin Kim                             |
| 10 luglio | Challenger Banque Nationale de Granby 2000 Granby, Canada Cemento 50 000 $ Singolare - Doppio         | Hyung-Taik Lee Yong-Il Yoon 7–6(3), 6–3         | Frédéric Niemeyer Jerry Turek      | Mark Nielsen Lior Mor                  | Glenn Weiner Emin Ağayev Robin Vik Kevin Kim                             |
| 10 luglio | Oberstaufen Cup 2000 Oberstaufen, Germania Terra Rossa 25 000 $ Singolare - Doppio                    | Clemens Trimmel 6–4, 6–1                        | Radomír Vašek                      | Giorgio Galimberti Vincenzo Santopadre | Martín Vassallo Argüello Thomas Dupre Martin Spottl Igor' Kunicyn        |
| 10 luglio | Oberstaufen Cup 2000 Oberstaufen, Germania Terra Rossa 25 000 $ Singolare - Doppio                    | Hugo Armando Alexandre Simoni 6–4, 6–3          | Tomas Behrend Karsten Braasch      | Giorgio Galimberti Vincenzo Santopadre | Martín Vassallo Argüello Thomas Dupre Martin Spottl Igor' Kunicyn        |
| 10 luglio | Ostend Challenger 2000 Ostenda, Belgio Terra Rossa 75 000 $ Singolare - Doppio                        | Olivier Rochus 6–4, 6–4                         | John Van Herck                     | Kris Goossens Tommy Robredo            | Héctor Moretti Albert Montañés Andrej Čerkasov Filip Dewulf              |
| 10 luglio | Ostend Challenger 2000 Ostenda, Belgio Terra Rossa 75 000 $ Singolare - Doppio                        | Tim Crichton Ashley Fisher 6–4, 2–6, 6–1        | Francisco Cabello Damian Furmanski | Kris Goossens Tommy Robredo            | Héctor Moretti Albert Montañés Andrej Čerkasov Filip Dewulf              |
| 10 luglio | Siemens Open 2000 Scheveningen, Paesi Bassi Terra Rossa 75 000 $ Singolare - Doppio                   | Nicolas Coutelot 6–3, 0-0 (30-30) ritiro        | Martín Rodríguez                   | Martin Verkerk Michail Južnyj          | Dennis van Scheppingen Melle van Gemerden Solon Peppas Denis Golovanov   |
| 10 luglio | Siemens Open 2000 Scheveningen, Paesi Bassi Terra Rossa 75 000 $ Singolare - Doppio                   | Paul Hanley Nathan Healey 6–2, 1–6, 6–3         | marcus Hilpert Thomas Strengberger | Martin Verkerk Michail Južnyj          | Dennis van Scheppingen Melle van Gemerden Solon Peppas Denis Golovanov   |
| 17 luglio | Comerica Bank Challenger 2000 Aptos, Stati Uniti Cemento 50 000 $ Singolare - Doppio                  | Bob Bryan 6–4, 6(6)–7, 6–4                      | Kevin Kim                          | Yong-Il Yoon Glenn Weiner              | Mike Bryan Wade McGuire Cecil Mammit Lior Dahan                          |
| 17 luglio | Comerica Bank Challenger 2000 Aptos, Stati Uniti Cemento 50 000 $ Singolare - Doppio                  | Bob Bryan Mike Bryan 6–4, 3–6, 6–4              | Kevin Kim Luke Smith               | Yong-Il Yoon Glenn Weiner              | Mike Bryan Wade McGuire Cecil Mammit Lior Dahan                          |
| 17 luglio | Contrexéville Challenger 2000 Contrexéville, Francia Terra Rossa 37 000 $ Singolare - Doppio          | Vincenzo Santopadre 7–5, 6–2                    | Olivier Patience                   | Salvador Navarro Éric Prodon           | Diego moyano Dick Norman Albert Montañés Johan van Herck                 |
| 17 luglio | Contrexéville Challenger 2000 Contrexéville, Francia Terra Rossa 37 000 $ Singolare - Doppio          | Julien Benneteau Nicolas Mahut 6–3, 7–6(4)      | Jean-René Lisnard Olivier Patience | Salvador Navarro Éric Prodon           | Diego moyano Dick Norman Albert Montañés Johan van Herck                 |
| 17 luglio | Manchester Trophy 2000 Manchester, Regno Unito Erba 50 000 $ Singolare - Doppio                       | Mosè Navarra 6–4, 6–3                           | Martin Lee                         | Yves Allegro Todd Woodbridge           | Jean-François Bachelot Arvind Parmar Cristiano Caratti Daniele Bracciali |
| 17 luglio | Manchester Trophy 2000 Manchester, Regno Unito Erba 50 000 $ Singolare - Doppio                       | Andy Ram Dejan Petrović 6–2, 7–6(1)             | Yves Allegro Ivo Heuberger         | Yves Allegro Todd Woodbridge           | Jean-François Bachelot Arvind Parmar Cristiano Caratti Daniele Bracciali |
| 24 luglio | Open Diputación 2000 Cordova, Spagna Cemento 50 000 $ Singolare - Doppio                              | Reginald Willems 4–6, 7–5, 7–6(4)               | Denis Golovanov                    | Radek Štěpánek Daniel Melo             | Andy ram Feliciano López Sébastien de Chaunac Giorgio Galimberti         |
| 24 luglio | Open Diputación 2000 Cordova, Spagna Cemento 50 000 $ Singolare - Doppio                              | Dejan Petrović Andy Ram 6–1, 6–4                | oscar Burrieza Daniel Melo         | Radek Štěpánek Daniel Melo             | Andy ram Feliciano López Sébastien de Chaunac Giorgio Galimberti         |
| 24 luglio | Istanbul Challenger 2000 Istanbul, Turchia Cemento 75 000 $ Singolare - Doppio                        | Wayne Black 6–4, 6–3                            | Petr Kralert                       | Oleg Ogorodov Michail Južnyj           | Aisam-ul-Haq Qureshi Răzvan Sabău Yves Allegro Vadim Kucenko             |
| 24 luglio | Istanbul Challenger 2000 Istanbul, Turchia Cemento 75 000 $ Singolare - Doppio                        | Noam Behr Eyal Erlich 6(5)–7, 6–3, 6–3          | Vadim Kucenko Oleg Ogorodov        | Oleg Ogorodov Michail Južnyj           | Aisam-ul-Haq Qureshi Răzvan Sabău Yves Allegro Vadim Kucenko             |
| 24 luglio | Tampere Open 2000 Tampere, Finlandia Terra Rossa 50 000 $ Singolare - Doppio                          | Johan Van Herck 6–3, 6–2                        | Olivier Mutis                      | Marcello Craca Jarkko Nieminen         | Rogeir Wassen Melle Van Gemerden Filippo Volandri Petr Luxa              |
| 24 luglio | Tampere Open 2000 Tampere, Finlandia Terra Rossa 50 000 $ Singolare - Doppio                          | Ville Liukko Jarkko Nieminen 6–0, 4–6, 6–3      | Steven Randjelovic Dušan Vemić     | Marcello Craca Jarkko Nieminen         | Rogeir Wassen Melle Van Gemerden Filippo Volandri Petr Luxa              |
| 24 luglio | Winnetka Challenger 2000 Winnetka, Stati Uniti Cemento 50 000 $ Singolare - Doppio                    | Takao Suzuki 6–2, 6–4                           | Yong-Il Yoon                       | Phillip King Alex Kim                  | Joseph Sirianni Takahiro Terachi Glenn Weiner Hyung-Taik Lee             |
| 24 luglio | Winnetka Challenger 2000 Winnetka, Stati Uniti Cemento 50 000 $ Singolare - Doppio                    | Hyung-Taik Lee Yong-Il Yoon 2–6, 7–5, 6–3       | Matthev Breen Luke Smith           | Phillip King Alex Kim                  | Joseph Sirianni Takahiro Terachi Glenn Weiner Hyung-Taik Lee             |
| 31 luglio | Gramado Challenger 2000 Gramado, Brasile Cemento 25 000 $ Singolare - Doppio                          | Alexandre Simoni 6–4, 7–5                       | Martin Lee                         | Flávio Saretta Nir Welgreen            | André Sá Jean-François Bachelot Daniel Melo Eric Taino                   |
| 31 luglio | Gramado Challenger 2000 Gramado, Brasile Cemento 25 000 $ Singolare - Doppio                          | André Sá Eric Taino 7–6(7),7–6(3)               | Daniel Melo Alexandre Simoni       | Flávio Saretta Nir Welgreen            | André Sá Jean-François Bachelot Daniel Melo Eric Taino                   |
| 31 luglio | Fifth Third Bank Tennis Championships 2000 Lexington, Stati Uniti Cemento 50 000 $ Singolare - Doppio | Takao Suzuki 2-1 ritiro                         | Justin Gimelstob                   | Cédric Kauffmann Louis Vosloo          | Yong-Il Yoon Alejandro Hernández Michael Joyce Matthew Breen             |
| 31 luglio | Fifth Third Bank Tennis Championships 2000 Lexington, Stati Uniti Cemento 50 000 $ Singolare - Doppio | Lorenzo Manta Laurence Tieleman 7–6(5), 7–6(3)  | Grant Stafford Wesley Whitehouse   | Cédric Kauffmann Louis Vosloo          | Yong-Il Yoon Alejandro Hernández Michael Joyce Matthew Breen             |
| 31 luglio | Poznań Challenger 2000 Poznań, Polonia Terra Rossa 100 000 $ Singolare - Doppio                       | Christophe Rochus 6–4, 3–6, 7–6(4)              | Adrian Voinea                      | Michal Tabara Jiří Vaněk               | Francisco Costa Juan Antonio Marín Andrej Stoljarov Marcus Sarstrand     |
| 31 luglio | Poznań Challenger 2000 Poznań, Polonia Terra Rossa 100 000 $ Singolare - Doppio                       | Petr Pála Pavel Vízner 6–3, 6–0                 | Tomáš Cibulec Leoš Friedl          | Michal Tabara Jiří Vaněk               | Francisco Costa Juan Antonio Marín Andrej Stoljarov Marcus Sarstrand     |
| 31 luglio | Open Castilla y León 2000 Segovia, Spagna Cemento 100 000 $ Singolare - Doppio                        | Sergi Bruguera 7–5, 3–6, 0-1 ritiro             | Jan Siemerink                      | Wayne Black Tuomas Ketola              | Rainer Schüttler Denis Golovanov Quino Munoz Petr Luxa                   |
| 31 luglio | Open Castilla y León 2000 Segovia, Spagna Cemento 100 000 $ Singolare - Doppio                        | Ashley Fisher Jason Weir-Smith 7–6(5), 6–1      | Jordan Kerr Damien Roberts         | Wayne Black Tuomas Ketola              | Rainer Schüttler Denis Golovanov Quino Munoz Petr Luxa                   |
| 31 luglio | Wrexham Challenger 2000 Wrexham, Gran Bretagna Cemento 25 000 $ Singolare - Doppio                    | Wayne Arthurs 6–2, 6–4                          | Ladislav Švarc                     | Lars Burgsmüller Nikolaj Davydenko     | Daniele Bracciali Ivo Heuberger Cristian Kordasz Alexander Waske         |
| 31 luglio | Wrexham Challenger 2000 Wrexham, Gran Bretagna Cemento 25 000 $ Singolare - Doppio                    | Daniele Bracciali Aisam Qareshi 6–4, 6–2        | Miles MacLagan Andrew Richardson   | Lars Burgsmüller Nikolaj Davydenko     | Daniele Bracciali Ivo Heuberger Cristian Kordasz Alexander Waske         |

### Agosto
| Settimana | Torneo | Vincitore                                          | Finalista                          | Semifinalisti                      | Eliminati ai quarti                                                        |
| --------- | --- | -------------------------------------------------- | ---------------------------------- | ---------------------------------- | -------------------------------------------------------------------------- |
| 7 agosto  | BH Tennis Open International Cup 2000 Belo Horizonte, Brasile Cemento 25 000 $ Singolare - Doppio            | Nenad Zimonjić 6–3, 6(6)–7, 7–5                    | Jean-François Bachelot             | Eric Taino David Nalbandian        | André Sá Ricardo Mello Martin Lee Takahiro Terachi                         |
| 7 agosto  | BH Tennis Open International Cup 2000 Belo Horizonte, Brasile Cemento 25 000 $ Singolare - Doppio            | Daniel Melo Alexandre Simoni 6–4, 6–4              | Jamie Delgado Martin Lee           | Eric Taino David Nalbandian        | André Sá Ricardo Mello Martin Lee Takahiro Terachi                         |
| 7 agosto  | Levene Gouldin & Thompson Tennis Challenger 2000 Binghamton, Stati Uniti Cemento 50 000 $ Singolare - Doppio | Takao Suzuki 6–1, 6–4                              | Yong-Il Yoon                       | Justin Bower Rodolphe Cadart       | Andy Ram Björn Phau Hyung-Taik Lee Louis Vosloo                            |
| 7 agosto  | Levene Gouldin & Thompson Tennis Challenger 2000 Binghamton, Stati Uniti Cemento 50 000 $ Singolare - Doppio | Justin Bower Jeff Coetzee 6–3, 7–5                 | Lorenzo Manta Laurence Tieleman    | Justin Bower Rodolphe Cadart       | Andy Ram Björn Phau Hyung-Taik Lee Louis Vosloo                            |
| 7 agosto  | Podebradka Cup 2000 Praga, Repubblica Ceca Terra Rossa 50 000 $ Singolare - Doppio                           | Albert Montañés 6–1, 6–1                           | Filippo Volandri                   | Radek Štěpánek Tomáš Zíb           | Michal Tabara Robin Vik Cristian Kordasz Tomas Jecminek                    |
| 7 agosto  | Podebradka Cup 2000 Praga, Repubblica Ceca Terra Rossa 50 000 $ Singolare - Doppio                           | František Čermák Ota Fukárek 6–4, 6–3              | Tomáš Cibulec Leoš Friedl          | Radek Štěpánek Tomáš Zíb           | Michal Tabara Robin Vik Cristian Kordasz Tomas Jecminek                    |
| 7 agosto  | Sopot Challenger 2000 Sopot, Polonia Terra Rossa 50 000 $ Singolare - Doppio                                 | Hugo Armando 6–4, 6–0                              | Jan Weinzieri                      | Marzio Martelli Mario Delfino      | Santiago Ventura Jarkko Nieminen Łukasz Kubot Martin Spottl                |
| 7 agosto  | Sopot Challenger 2000 Sopot, Polonia Terra Rossa 50 000 $ Singolare - Doppio                                 | Sergio Roitman Andrés Schneiter 6–4, 6–2           | Óscar Hernández Germán Puentes     | Marzio Martelli Mario Delfino      | Santiago Ventura Jarkko Nieminen Łukasz Kubot Martin Spottl                |
| 7 agosto  | Togliatti Challenger 2000 Togliatti, Russia Cemento 25 000 $ Singolare - Doppio                              | Vadim Kucenko 6–4, 6–1                             | Igor' Kunicyn                      | Artem Derepasko Nikolaj Davydenko  | Tuomas Ketola Aleksej Kedrjuk Oleg Ogorodov Stefano Cobolli                |
| 7 agosto  | Togliatti Challenger 2000 Togliatti, Russia Cemento 25 000 $ Singolare - Doppio                              | Dušan Vemić Lovro Zovko 6–4, 6–4                   | Ion Moldovan Jurij Ščukin          | Artem Derepasko Nikolaj Davydenko  | Tuomas Ketola Aleksej Kedrjuk Oleg Ogorodov Stefano Cobolli                |
| 14 agosto | Bressanone Challenger 2000 Bressanone, Italia Terra Rossa 25 000 $ Singolare - Doppio                        | František Čermák 5–7, 6–4, 6–1                     | Sergio Roitman                     | José Acasuso Elia Grossi           | Jean-Baptiste Perlant Mariano Delfino Jaroslav Levinský Federico Dondo     |
| 14 agosto | Bressanone Challenger 2000 Bressanone, Italia Terra Rossa 25 000 $ Singolare - Doppio                        | Jordan Kerr Danìmien Roberts 7–6(3), 7–5           | Marcelo Charpentier Diego del Río  | José Acasuso Elia Grossi           | Jean-Baptiste Perlant Mariano Delfino Jaroslav Levinský Federico Dondo     |
| 14 agosto | GHI Bronx Tennis Classic 2000 Bronx, Stati Uniti Cemento 50 000 $ Singolare - Doppio                         | Hyung-Taik Lee 6–4, 6–1                            | Reginald Willems                   | Peter Wessels Olivier Rochus       | Cristiano Caratti Alejandro Hernández Jamie Delgado Jean-René Lisnard      |
| 14 agosto | GHI Bronx Tennis Classic 2000 Bronx, Stati Uniti Cemento 50 000 $ Singolare - Doppio                         | Petr Luxa Wesley Whitehouse 3–6, 6–3, 6–2          | Hyung-Taik Lee Yong-Il Yoon        | Peter Wessels Olivier Rochus       | Cristiano Caratti Alejandro Hernández Jamie Delgado Jean-René Lisnard      |
| 14 agosto | Kiev Challenger 2000 Kiev, Ucraina Terra Rossa 100 000 $ Singolare - Doppio                                  | Jacobo Díaz 6–1, 6–3                               | Solon Peppas                       | Tomáš Zíb Germán Puentes           | Albert Montañés Andrej Stoljarov Andrej Čerkasov Oleg Ogorodov             |
| 14 agosto | Kiev Challenger 2000 Kiev, Ucraina Terra Rossa 100 000 $ Singolare - Doppio                                  | Cristian Kordasz Gábor Köves 6–4, 7–5              | Oleg Ogorodov Andrej Stoljarov     | Tomáš Zíb Germán Puentes           | Albert Montañés Andrej Stoljarov Andrej Čerkasov Oleg Ogorodov             |
| 14 agosto | Sylt Challenger 2000 Sylt, Germania Terra Rossa 25 000 $ Singolare - Doppio                                  | Jurij Ščukin 6–2, 6–4                              | Jakub Herm-Zahlava                 | Sébastien de Chaunac Ion Moldovan  | Robert Lindstedt Tomas Schiessling Ladislav Švarc Salvador Navarro         |
| 14 agosto | Sylt Challenger 2000 Sylt, Germania Terra Rossa 25 000 $ Singolare - Doppio                                  | Ion Moldovan Jurij Ščukin 6–4, 6–2                 | Ashley Fisher Gareth Williams      | Sébastien de Chaunac Ion Moldovan  | Robert Lindstedt Tomas Schiessling Ladislav Švarc Salvador Navarro         |
| 21 agosto | IPP Trophy 2000 Ginevra, Svizzera Terra Rossa 50 000 $ Singolare - Doppio                                    | Nicolas Thomann 6–4, 6(2)–7, 6–1                   | Álex Calatrava                     | Tomáš Zíb Salvador Navarro         | Marcello Craca Ruben Fernandez Olivier Malcor Olivier Mutis                |
| 21 agosto | IPP Trophy 2000 Ginevra, Svizzera Terra Rossa 50 000 $ Singolare - Doppio                                    | Diego del Río Edgardo Massa 7–5, 7–6(6)            | Yves Allegro Julien Cuaz           | Tomáš Zíb Salvador Navarro         | Marcello Craca Ruben Fernandez Olivier Malcor Olivier Mutis                |
| 21 agosto | Antonio Savoldi-Marco Cò - Trofeo Dimmidisì 2000 Manerbio, Italia Terra Rossa 25 000 $ Singolare - Doppio    | Stefano Tarallo 6–3, 6–4                           | Kris Goossens                      | Ion Moldovan Martin Verkerk        | Uros Vico Davdie Scala Federico Dondo Ladislav Švarc                       |
| 21 agosto | Antonio Savoldi-Marco Cò - Trofeo Dimmidisì 2000 Manerbio, Italia Terra Rossa 25 000 $ Singolare - Doppio    | Jordan Kerr Damien Roberts 7–6(1), 6–4             | Bernardo Mota Ladislav Švarc       | Ion Moldovan Martin Verkerk        | Uros Vico Davdie Scala Federico Dondo Ladislav Švarc                       |
| 21 agosto | Mönchengladbach Challenger 2000 Mönchengladbach, Germania Terra Rossa 25 000 $ Singolare - Doppio            | Nikolaj Davydenko 6–3, 3–6, 6–3                    | Edwin Kempes                       | Vincenzo Santopadre Germán Puentes | Óscar Serrano Rodríguez Radomír Vašek Andy Fahlke Emilio Benfele Álvarez   |
| 21 agosto | Mönchengladbach Challenger 2000 Mönchengladbach, Germania Terra Rossa 25 000 $ Singolare - Doppio            | Emilio Benfele Álvarez Luis Horna 7–6(1), 1–6, 7–5 | Francisco Costa Germán Puentes     | Vincenzo Santopadre Germán Puentes | Óscar Serrano Rodríguez Radomír Vašek Andy Fahlke Emilio Benfele Álvarez   |
| 28 agosto | Budapest Challenger 2 2000 Budapest, Ungheria Terra Rossa 25 000 $ Singolare - Doppio                        | Diego Moyáno 6–3, 6–0                              | Vasilīs Mazarakīs                  | Albert Montañés Răzvan Sabău       | Marcello Craca Jose Acacsuso Andy Fahlke Tommy Lenho                       |
| 28 agosto | Budapest Challenger 2 2000 Budapest, Ungheria Terra Rossa 25 000 $ Singolare - Doppio                        | Sergio Roitman Andrés Schneiter 6–3, 6–3           | David Miketa David Škoch           | Albert Montañés Răzvan Sabău       | Marcello Craca Jose Acacsuso Andy Fahlke Tommy Lenho                       |
| 28 agosto | Black Forest Open 2000 Freudenstadt, Germania Terra Rossa 37 000 $ Singolare - Doppio                        | Michal Tabara 6–4, 6–4                             | Jan Frode Andersen                 | Edwin Kempes Tomáš Zíb             | Emilio Benfele Álvarez Luis Horna Juan Albert Villoca-Puig Francisco Costa |
| 28 agosto | Black Forest Open 2000 Freudenstadt, Germania Terra Rossa 37 000 $ Singolare - Doppio                        | Ion Moldovan Jurij Ščukin 3–6, 6–3, 6–4            | Julian Knowle Jean-Claude Scherrer | Edwin Kempes Tomáš Zíb             | Emilio Benfele Álvarez Luis Horna Juan Albert Villoca-Puig Francisco Costa |

### Settembre
| Settimana    | Torneo                                                                                        | Vincitore                                          | Finalista                       | Semifinalisti                            | Eliminati ai quarti                                               |
| ------------ | --------------------------------------------------------------------------------------------- | -------------------------------------------------- | ------------------------------- | ---------------------------------------- | ----------------------------------------------------------------- |
| 4 settembre  | Aschaffenburg Challenger 2000 Aschaffenburg, Germania Terra Rossa 37 000 $ Singolare - Doppio | Nicolas Coutelot 6(2)–7, 6–3, 6–1                  | Luis Horna                      | Filippo Volandri Óscar Serrano Rodríguez | Tomas Behrend Julian Knowle José Acasuso Nikolaj Davydenko        |
| 4 settembre  | Aschaffenburg Challenger 2000 Aschaffenburg, Germania Terra Rossa 37 000 $ Singolare - Doppio | Petr Luxa David Škoch 6–2, 6–3                     | Marcus Hilpert Vaughan Snyman   | Filippo Volandri Óscar Serrano Rodríguez | Tomas Behrend Julian Knowle José Acasuso Nikolaj Davydenko        |
| 4 settembre  | S Tennis Masters Challenger 2000 Graz, Austria Terra Rossa 100 000 $ Singolare - Doppio       | Michal Tabara 7–5, 6–0                             | David Sánchez                   | Tomáš Zíb Adrián García                  | Alberto Berasategui Thierry Guardiola Jiří Vaněk Andrea Gaudenzi  |
| 4 settembre  | S Tennis Masters Challenger 2000 Graz, Austria Terra Rossa 100 000 $ Singolare - Doppio       | Tomáš Cibulec Leoš Friedl 6–4, 4–6, 6–4            | Petr Kovačka Pavel Kudrnáč      | Tomáš Zíb Adrián García                  | Alberto Berasategui Thierry Guardiola Jiří Vaněk Andrea Gaudenzi  |
| 4 settembre  | Bulgarian Open Challenger 2000 Sofia, Bulgaria Terra Rossa 25 000 $ Singolare - Doppio        | Stefano Tarallo 6–1, 6–2                           | Andrea Gaudenzi                 | Robin Vik Ivajlo Trajkov                 | Orlin Stanojčev Mariano Delfino Olivier Mutis Vincenzo Santopadre |
| 4 settembre  | Bulgarian Open Challenger 2000 Sofia, Bulgaria Terra Rossa 25 000 $ Singolare - Doppio        | Dejan Petrović Orlin Stanojčev 6–2, 6(5)–7, 7–6(6) | Radoslav Lukaev Luben Pampoulov | Robin Vik Ivajlo Trajkov                 | Orlin Stanojčev Mariano Delfino Olivier Mutis Vincenzo Santopadre |
| 11 settembre | Linz Challenger 2000 Linz, Austria Terra Rossa 75 000 $ Singolare - Doppio                    | Germán Puentes 7–6(7), 6–1                         | Edwin Kempes                    | Irakli Labadze Markus Hipfl              | Michael Tabara Werner Eschauer Olivier Rochus Ingo Neumuller      |
| 11 settembre | Linz Challenger 2000 Linz, Austria Terra Rossa 75 000 $ Singolare - Doppio                    | Julian Knowle Thomas Strengberger 6–3, 7–5         | Petr Luxa David Škoch           | Irakli Labadze Markus Hipfl              | Michael Tabara Werner Eschauer Olivier Rochus Ingo Neumuller      |
| 11 settembre | Macedonian Open 2000 Skopje, Macedonia Terra Rossa 25 000 $ Singolare - Doppio                | Oliver Gross 7–5, 6–4                              | Jurij Ščukin                    | Vasilīs Mazarakīs Sebastián Prieto       | Miles MacLagan Marcus Sarstrand Ivajlo Trajkov Luis Horna         |
| 11 settembre | Macedonian Open 2000 Skopje, Macedonia Terra Rossa 25 000 $ Singolare - Doppio                | Enzo Artoni Sergio Roitman 7–5, 5–7, 6–3           | Dejan Petrović Sebastián Prieto | Vasilīs Mazarakīs Sebastián Prieto       | Miles MacLagan Marcus Sarstrand Ivajlo Trajkov Luis Horna         |
| 18 settembre | Canella Challenger 2000 Biella, Italia Terra Rossa 100 000 $ Singolare - Doppio               | Filippo Volandri 6–3, 6–2                          | Hernán Gumy                     | Juan Albert Villoca-Puig Olivier Rochus  | Fernando Meligeni Edwin Kempes David Sánchez Christophe Rochus    |
| 18 settembre | Canella Challenger 2000 Biella, Italia Terra Rossa 100 000 $ Singolare - Doppio               | Martín García Mariano Puerta 6–2, 4–6, 6–4         | Simon Aspelin Fredrik Bergh     | Juan Albert Villoca-Puig Olivier Rochus  | Fernando Meligeni Edwin Kempes David Sánchez Christophe Rochus    |
| 18 settembre | Brașov Challenger 2000 Brașov, Romania Terra Rossa 25 000 $ Singolare - Doppio                | Alexandre Simoni 7–5, 6–3                          | Dick Norman                     | Cristian Kordasz Jurij Ščukin            | Herbert Wiltschnig Marcello Craca Mariano Delfino Oliver Gross    |
| 18 settembre | Brașov Challenger 2000 Brașov, Romania Terra Rossa 25 000 $ Singolare - Doppio                | Ion Moldovan Jurij Ščukin 6–4, 6–1                 | Dick Norman Wolfgang Schranz    | Cristian Kordasz Jurij Ščukin            | Herbert Wiltschnig Marcello Craca Mariano Delfino Oliver Gross    |
| 18 settembre | Houston Challenger 2000 Houston, Stati Uniti Cemento 50 000 $ Singolare - Doppio              | James Blake 7–6(5), 6(12)–7, 6–3                   | Michel Kratchovil               | Raemon Sluiter Marcus Ondruska           | Xavier Malisse Andrej Stoljarov Kevin Kim Bob Bryan               |
| 18 settembre | Houston Challenger 2000 Houston, Stati Uniti Cemento 50 000 $ Singolare - Doppio              | Brent Haygarth Marcos Ondruska 6–4, 6–2            | James Blake Kevin Kim           | Raemon Sluiter Marcus Ondruska           | Xavier Malisse Andrej Stoljarov Kevin Kim Bob Bryan               |
| 25 settembre | San Antonio Challenger 2000 San Antonio, Stati Uniti Cemento 50 000 $ Singolare - Doppio      | Xavier Malisse 7–6(3), 6–3                         | Ronald Agénor                   | Marcos Ondruska Björn Phau               | Raemon Sluiter Jamie Delgado Mike Bryan Andrej Stoljarov          |
| 25 settembre | San Antonio Challenger 2000 San Antonio, Stati Uniti Cemento 50 000 $ Singolare - Doppio      | Wesley Whitehouse Gareth Williams 6–3, 6–4         | Bob Bryan Mike Bryan            | Marcos Ondruska Björn Phau               | Raemon Sluiter Jamie Delgado Mike Bryan Andrej Stoljarov          |
| 25 settembre | Copa Sevilla 2000 Siviglia, Spagna Terra Gialla 37 000 $ Singolare - Doppio                   | Tommy Robredo 6(4)–7, 6–1, 6–4                     | Óscar Serrano Rodríguez         | Julián Alonso Jacobo Díaz                | Germán Puentes Filippo Volandri Andrej Čerkasov Werner Eschauer   |
| 25 settembre | Copa Sevilla 2000 Siviglia, Spagna Terra Gialla 37 000 $ Singolare - Doppio                   | Eduardo Nicolas Germán Puentes 6–3, 6–2            | Tommy Robredo Santiago Ventura  | Julián Alonso Jacobo Díaz                | Germán Puentes Filippo Volandri Andrej Čerkasov Werner Eschauer   |

### Ottobre
| Settimana  | Torneo | Vincitore                                        | Finalista                             | Semifinalisti                      | Eliminati ai quarti                                                    |
| ---------- | --- | ------------------------------------------------ | ------------------------------------- | ---------------------------------- | ---------------------------------------------------------------------- |
| 2 ottobre  | Austin Challenger 2000 Austin, Stati Uniti Cemento 50 000 $ Singolare - Doppio                                       | Andy Roddick 6–4, 6–4                            | Michael Russell                       | Emin Ağayev Bob Bryan              | Raemon Sluiter Alejandro Hernández James Blake Wesley Whitehouse       |
| 2 ottobre  | Austin Challenger 2000 Austin, Stati Uniti Cemento 50 000 $ Singolare - Doppio                                       | Tom Crichton Ashley Fisher 6–1, 6(6)–7, 6–0      | Raemon Sluiter Dennis van Scheppingen | Emin Ağayev Bob Bryan              | Raemon Sluiter Alejandro Hernández James Blake Wesley Whitehouse       |
| 2 ottobre  | Ciutat de Barcelona 2000 Barcellona, Spagna Terra Rossa 100 000 $ Singolare - Doppio                                 | Albert Portas 3–6, 6–4, 6–3                      | Óscar Serrano Rodríguez               | Galo Blanco David Sánchez          | Fernando Vicente Germán Puentes Joan Balcells Juan Albert Villoca-Puig |
| 2 ottobre  | Ciutat de Barcelona 2000 Barcellona, Spagna Terra Rossa 100 000 $ Singolare - Doppio                                 | Tomás Carbonell Albert Portas 5–7, 6–1, 6–4      | Marcus Hilpert Jens Knippschild       | Galo Blanco David Sánchez          | Fernando Vicente Germán Puentes Joan Balcells Juan Albert Villoca-Puig |
| 2 ottobre  | Slovak Open 2000 Bratislava, Slovacchia Sintetico Indoor 100 000 $ Singolare - Doppio                                | Davide Sanguinetti 7–5, 6–1                      | Rainer Schüttler                      | Ján Krošlák Michal Tabara          | Julien Boutter Alexander Popp Sláva Doseděl Martin Damm                |
| 2 ottobre  | Slovak Open 2000 Bratislava, Slovacchia Sintetico Indoor 100 000 $ Singolare - Doppio                                | Paul Hanley Paul Rosner 6–4, 6–4                 | Jonathan Erlich Aleksandar Kitinov    | Ján Krošlák Michal Tabara          | Julien Boutter Alexander Popp Sláva Doseděl Martin Damm                |
| 2 ottobre  | Open de Tanger 2000 Tangeri, Marocco Terra Rossa 25 000 $ Singolare - Doppio                                         | Werner Eschauer 6–4, 6–3                         | Nicolas Thomann                       | Oliver Gross Mounir El Aarej       | Alex López-Moron Salvador Navarro Răzvan Sabău Renzo Furlan            |
| 2 ottobre  | Open de Tanger 2000 Tangeri, Marocco Terra Rossa 25 000 $ Singolare - Doppio                                         | Ion Moldovan Jurij Ščukin 6–4, 2–6, 6–2          | Cristian Kordasz Cristiano Testa      | Oliver Gross Mounir El Aarej       | Alex López-Moron Salvador Navarro Răzvan Sabău Renzo Furlan            |
| 9 ottobre  | Bukhara Challenger 2000 Bukhara, Uzbekistan Cemento 25 000 $ Singolare - Doppio                                      | Noam Behr 4–6, 7–6(3), 6–0                       | Alexander Shvec                       | Lior Dahan Denis Golavanov         | John van Lottum Dick Norman Igor' Kunicyn Dmitri Vlasov                |
| 9 ottobre  | Bukhara Challenger 2000 Bukhara, Uzbekistan Cemento 25 000 $ Singolare - Doppio                                      | Vadim Kucenko Oleg Ogorodov 6–4, 7–6(5)          | Noam Behr Aisam-ul-Haq Qureshi        | Lior Dahan Denis Golavanov         | John van Lottum Dick Norman Igor' Kunicyn Dmitri Vlasov                |
| 9 ottobre  | Cairo Challenger 2000 Il Cairo, Egitto Terra Rossa 100 000 $ Singolare - Doppio                                      | Albert Portas 7–5, 6–3                           | Jiří Vaněk                            | Irakli Labadze Jacobo Díaz         | Edwin Kempes Óscar Serrano Rodríguez Attila Sávolt Joan Balcells       |
| 9 ottobre  | Cairo Challenger 2000 Il Cairo, Egitto Terra Rossa 100 000 $ Singolare - Doppio                                      | Alex López-Moron Albert Portas 6–4, 6–3          | Petr Kovačka Pavel Kudrnáč            | Irakli Labadze Jacobo Díaz         | Edwin Kempes Óscar Serrano Rodríguez Attila Sávolt Joan Balcells       |
| 9 ottobre  | Grenoble Challenger 2000 Grenoble, Francia Cemento 75 000 $ Singolare - Doppio                                       | Anthony Dupuis 7–6(10), 7–6(11)                  | Jan Siemerink                         | Lorenzo Manta Martin Lee           | Julian Knowle Jean-René Lisnard Nicolas Thomann Ivan Ljubičić          |
| 9 ottobre  | Grenoble Challenger 2000 Grenoble, Francia Cemento 75 000 $ Singolare - Doppio                                       | Julian Knowle Lorenzo Manta 6–3, 6–4             | Yves Allegro Julien Cuaz              | Lorenzo Manta Martin Lee           | Julian Knowle Jean-René Lisnard Nicolas Thomann Ivan Ljubičić          |
| 9 ottobre  | Guadalajara Challenger 2000 Guadalajara, Messico Terra Rossa 100 000 $ Singolare - Doppio                            | Fernando Meligeni 7–5, 4–6, 6–4                  | Hugo Armando                          | Agustín Calleri Diego Moyáno       | Werner Eschauer Filippo Volandri Luis Adrian Morejon Hernán Gumy       |
| 9 ottobre  | Guadalajara Challenger 2000 Guadalajara, Messico Terra Rossa 100 000 $ Singolare - Doppio                            | Hugo Armando Alexander Waske 7–6(4), 4–6, 7–6(7) | Fernando Meligeni Flávio Saretta      | Agustín Calleri Diego Moyáno       | Werner Eschauer Filippo Volandri Luis Adrian Morejon Hernán Gumy       |
| 9 ottobre  | Tulsa Challenger 2000 Tulsa, Stati Uniti Cemento 50 000 $ Singolare - Doppio                                         | Jimy Szymanski 7–6(5), 6(5)–7, 7–6(3)            | Raemon Sluiter                        | Matthew Breen Michael Joyce        | Michael Jessup Cristiano Caratti Mike Bryan Bob Bryan                  |
| 9 ottobre  | Tulsa Challenger 2000 Tulsa, Stati Uniti Cemento 50 000 $ Singolare - Doppio                                         | Enrique Abaroa Michael Sell 5–7, 6–4, 6–2        | Gabriel Trifu Glenn Weiner            | Matthew Breen Michael Joyce        | Michael Jessup Cristiano Caratti Mike Bryan Bob Bryan                  |
| 16 ottobre | Bauer Cup 2000 Eckental, Germania Sintetico Indoor 25 000 $ Singolare - Doppio                                       | Jens Knippschild 6(5)–7, 7–6(4), 7–5             | Olivier Mutis                         | Noam Behr Raemon Sluiter           | Lorenzo Manta Petr Luxa Jean-François Bachelot Mosè Navarra            |
| 16 ottobre | Bauer Cup 2000 Eckental, Germania Sintetico Indoor 25 000 $ Singolare - Doppio                                       | Karsten Braasch Jens Knippschild 7–6(5), 6–3     | Ivo Heuberger Michael Kohlmann        | Noam Behr Raemon Sluiter           | Lorenzo Manta Petr Luxa Jean-François Bachelot Mosè Navarra            |
| 16 ottobre | Lima Challenger 2000 Lima, Perù Terra Rossa 100 000 $ Singolare - Doppio                                             | Guillermo Coria 6–0, 7–6(7)                      | Juan Antonio Marín                    | Luis Horna José Acasuso            | Nicolas Coutelot Marcelo Charpentier Jacobo Díaz Thierry Guardiola     |
| 16 ottobre | Lima Challenger 2000 Lima, Perù Terra Rossa 100 000 $ Singolare - Doppio                                             | Gastón Etlis Martín Rodriguez 6–2, 5–2 ritiro    | Juan Ignacio Chela Luis Horna         | Luis Horna José Acasuso            | Nicolas Coutelot Marcelo Charpentier Jacobo Díaz Thierry Guardiola     |
| 23 ottobre | São Paulo Challenger 2000 San Paolo, Brasile Terra Rossa 100 000 $ Singolare - Doppio                                | Guillermo Coria 7–5, 6–1                         | Tomas Behrend                         | Alberto Berasategui Marcello Craca | Attila Sávolt Jacobo Díaz Luis Horna Juan Antonio Marín                |
| 23 ottobre | São Paulo Challenger 2000 San Paolo, Brasile Terra Rossa 100 000 $ Singolare - Doppio                                | Mariano Hood Sebastián Prieto 6–3, 7–6(6)        | Tomas Behrend Germán Puentes          | Alberto Berasategui Marcello Craca | Attila Sávolt Jacobo Díaz Luis Horna Juan Antonio Marín                |
| 30 ottobre | Open de Charleroi 2000 Charleroi, Belgio Sintetico Indoor 100 000 $ Singolare - Doppio                               | Jan Siemerink 7–6(2), 7–6(8)                     | Paradorn Srichaphan                   | Lars Burgsmüller Leander Paes      | Olivier Rochus Michel Kratochvil Dick Norman Michael Kohlmann          |
| 30 ottobre | Open de Charleroi 2000 Charleroi, Belgio Sintetico Indoor 100 000 $ Singolare - Doppio                               | Petr Pála Pavel Vízner 6(7)–7, 7–5, 6–1          | Aleksandar Kitinov Lovro Zovko        | Lars Burgsmüller Leander Paes      | Olivier Rochus Michel Kratochvil Dick Norman Michael Kohlmann          |
| 30 ottobre | Las Vegas Tennis Open 2000 Las Vegas, Stati Uniti Cemento 50 000 $ Singolare - Doppio                                | Neville Godwin 6–3, 6–3                          | Cristiano Caratti                     | Cecil Mammit Andy Roddick          | Marcos Ondruska Jeff Salzenstein Noam Okun Alejandro Hernández         |
| 30 ottobre | Las Vegas Tennis Open 2000 Las Vegas, Stati Uniti Cemento 50 000 $ Singolare - Doppio                                | Jeff Coetzee Marcos Ondruska 6(9)–7, 7–6(6), 6–1 | Mardy Fish Andy Roddick               | Cecil Mammit Andy Roddick          | Marcos Ondruska Jeff Salzenstein Noam Okun Alejandro Hernández         |
| 30 ottobre | Challenger ATP Club Premium Open 2000 Quito, Ecuador Terra Rossa 25 000 $ Singolare - Doppio                         | Hugo Armando 6–3, 6–4                            | Patricio Arquez                       | Francisco Costa Mariano Delfino    | Germán Puentes Irakli Labadze Damian Furmanski Solon Peppas            |
| 30 ottobre | Challenger ATP Club Premium Open 2000 Quito, Ecuador Terra Rossa 25 000 $ Singolare - Doppio                         | Francisco Costa Irakli Labadze 6–2, 7–6(4)       | Eric Nunez Martin Stringari           | Francisco Costa Mariano Delfino    | Germán Puentes Irakli Labadze Damian Furmanski Solon Peppas            |
| 30 ottobre | Keio Challenger International Tennis Tournament 2000 Yokohama, Giappone Sintetico Indoor 25 000 $ Singolare - Doppio | Eric Taino 7–6(5), 6–4                           | Julian Knowle                         | Hyung-Taik Lee Goichi Motomura     | Robin Vik John van Lottum Jan Hernych Yves Allegro                     |
| 30 ottobre | Keio Challenger International Tennis Tournament 2000 Yokohama, Giappone Sintetico Indoor 25 000 $ Singolare - Doppio | Yves Allegro Julian Knowle 6–3, 7–6(2)           | Tom Crichton Ashley Fisher            | Hyung-Taik Lee Goichi Motomura     | Robin Vik John van Lottum Jan Hernych Yves Allegro                     |

### Novembre
| Settimana   | Torneo                                                                                         | Vincitore                                          | Finalista                       | Semifinalisti                        | Eliminati ai quarti                                                         |
| ----------- | ---------------------------------------------------------------------------------------------- | -------------------------------------------------- | ------------------------------- | ------------------------------------ | --------------------------------------------------------------------------- |
| 6 novembre  | Burbank Challenger 2000 Burbank, Stati Uniti Cemento 50 000 $ Singolare - Doppio               | Andy Roddick 6–1, 6–2                              | Kevin Kim                       | Jean-Baptiste Perlan Marcos Ondruska | Richard Fromberg Bob Bryan Vince Spadea Zack Fleishman                      |
| 6 novembre  | Burbank Challenger 2000 Burbank, Stati Uniti Cemento 50 000 $ Singolare - Doppio               | Mark Merklein Mitch Sprengelmeyer 7–6(5), 7–5      | Bob Bryan Mike Bryan            | Jean-Baptiste Perlan Marcos Ondruska | Richard Fromberg Bob Bryan Vince Spadea Zack Fleishman                      |
| 6 novembre  | Santiago Challenger 2000 Santiago, Cile Terra Rossa 100 000 $ Singolare - Doppio               | Diego Moyáno 6–3, 6–2                              | Sebastián Prieto                | Luis Horna Alexandre Simoni          | Feliciano López Ramón Delgado Hugo Armando Gastón Etlis                     |
| 6 novembre  | Santiago Challenger 2000 Santiago, Cile Terra Rossa 100 000 $ Singolare - Doppio               | Irakli Labadze Dušan Vemić 6–3, 6–4                | Joan Balcells Germán Puentes    | Luis Horna Alexandre Simoni          | Feliciano López Ramón Delgado Hugo Armando Gastón Etlis                     |
| 6 novembre  | Samsung Securities Cup 2000 Seul, Corea Del Sud Cemento 50 000 $ Singolare - Doppio            | Hyung-Taik Lee 6–4, 6–4                            | Radek Štěpánek                  | Yong-Il Yoon Dennis van Scheppingen  | Kristian Pless Vasilīs Mazarakīs John van Lottum Ota Furakek                |
| 6 novembre  | Samsung Securities Cup 2000 Seul, Corea Del Sud Cemento 50 000 $ Singolare - Doppio            | Tim Crichton Ashley Fisher 6–4, 6–4                | František Čermák Ota Fukárek    | Yong-Il Yoon Dennis van Scheppingen  | Kristian Pless Vasilīs Mazarakīs John van Lottum Ota Furakek                |
| 13 novembre | Lambertz Open by STAWAG 2000 Aquisgrana, Germania Sintetico Indoor 50 000 $ Singolare - Doppio | Rainer Schüttler 7–6(5), 1–6, 6–1                  | Johan Settergren                | Christian Vinck Andrej Stoljarov     | Olivier Mutis Petr Luxa Julian Knowle Jens Knippschild                      |
| 13 novembre | Lambertz Open by STAWAG 2000 Aquisgrana, Germania Sintetico Indoor 50 000 $ Singolare - Doppio | Jan Siemerink Sander Groen 6(2)–7, 7–6(7), 6–3     | Michael Kohlmann Franz Stauder  | Christian Vinck Andrej Stoljarov     | Olivier Mutis Petr Luxa Julian Knowle Jens Knippschild                      |
| 13 novembre | Montevideo Challenger 2000 Montevideo, Uruguay Terra Rossa 100 000 $ Singolare - Doppio        | Guillermo Coria 6–3, 6(9)–7, 6–2                   | José Acasuso                    | Ramón Delgado Joan Balcells          | Marcelo Charpentier Germán Puentes Cristian Kordasz Luis Horna              |
| 13 novembre | Montevideo Challenger 2000 Montevideo, Uruguay Terra Rossa 100 000 $ Singolare - Doppio        | Lucas Arnold Ker Gastón Etlis 6–4, 6–4             | Joan Balcells Germán Puentes    | Ramón Delgado Joan Balcells          | Marcelo Charpentier Germán Puentes Cristian Kordasz Luis Horna              |
| 13 novembre | Osaka Challenger 2000 Osaka, Giappone Cemento 25 000 $ Singolare - Doppio                      | Michel Kratochvil 2–6, 6–2, 6–2                    | Hyung-Taik Lee                  | Ota Fukárek Yong-Il Yoon             | František Čermák Michael Joyce Jan Hernych Kristian Pless                   |
| 13 novembre | Osaka Challenger 2000 Osaka, Giappone Cemento 25 000 $ Singolare - Doppio                      | František Čermák Ota Fukárek 6–1, 7–6(5)           | Yaoki Ishii Eric Taino          | Ota Fukárek Yong-Il Yoon             | František Čermák Michael Joyce Jan Hernych Kristian Pless                   |
| 13 novembre | Rancho Mirage Challenger 2000 Rancho Mirage, Stati Uniti Cemento 50 000 $ Singolare - Doppio   | James Blake 3–6, 6–4, 6–2                          | Cecil Mammit                    | Anthony Dupuis Robert Kendrick       | Richard Fromberg Sébastien Lareau Alejandro Hernández André Sá              |
| 13 novembre | Rancho Mirage Challenger 2000 Rancho Mirage, Stati Uniti Cemento 50 000 $ Singolare - Doppio   | Mark Merklein Mitch Sprengelmeyer 6–4, 3–6, 7–6(3) | Bob Bryan Mike Bryan            | Anthony Dupuis Robert Kendrick       | Richard Fromberg Sébastien Lareau Alejandro Hernández André Sá              |
| 20 novembre | Brest Challenger 2000 Brest, Francia Sintetico Indoor 100 000 $ Singolare - Doppio             | Michel Kratochvil 3–6, 6–4, 7–6(2)                 | Johan Settergren                | Tomáš Zíb Paradorn Srichaphan        | Jan Vacek Attila Sávolt Ján Krošlák Cyril Saulnier                          |
| 20 novembre | Brest Challenger 2000 Brest, Francia Sintetico Indoor 100 000 $ Singolare - Doppio             | Tuomas Ketola Laurence Tieleman 7–6(5), 1–6, 6–3   | František Čermák Ota Fukárek    | Tomáš Zíb Paradorn Srichaphan        | Jan Vacek Attila Sávolt Ján Krošlák Cyril Saulnier                          |
| 20 novembre | ATP Buenos Aires 2000 Buenos Aires, Argentina Terra Rossa 100 000 $ Singolare - Doppio         | Guillermo Coria 6–1, 4–6, 6–4                      | Alberto Berasategui             | Edgardo Massa David Nalbandian       | Agustín Calleri Óscar Serrano Rodríguez Sebastián Prieto Juan Antonio Marín |
| 20 novembre | ATP Buenos Aires 2000 Buenos Aires, Argentina Terra Rossa 100 000 $ Singolare - Doppio         | Pablo Albano Lucas Arnold Ker 6–3, 4–6, 6–2        | Sergio Roitman Andrés Schneiter | Edgardo Massa David Nalbandian       | Agustín Calleri Óscar Serrano Rodríguez Sebastián Prieto Juan Antonio Marín |
| 20 novembre | Knoxville Challenger 2000 Knoxville, Stati Uniti Cemento 50 000 $ Singolare - Doppio           | Cristiano Caratti 3–6, 7–6(1), 6–4                 | Andy Roddick                    | Xavier Malisse Jurij Ščukin          | Jimy Szymanski Michael Russell Jeff Coetzee Lorenzo Manta                   |
| 20 novembre | Knoxville Challenger 2000 Knoxville, Stati Uniti Cemento 50 000 $ Singolare - Doppio           | Karsten Braasch Michael Kohlmann 6–0, 7–6(4)       | Jeff Coetzee Marcos Ondruska    | Xavier Malisse Jurij Ščukin          | Jimy Szymanski Michael Russell Jeff Coetzee Lorenzo Manta                   |
| 20 novembre | Challenger Britania Zavaleta 2000 Puebla, Messico Cemento 25 000 $ Singolare - Doppio          | Brandon Hawk 7–6(6), 6–3                           | Anthony Dupuis                  | Jan Bourszewski Mariano Sánchez      | Bruno Echagaray Óscar Ortiz Fredrik Giers Ivo Heuberger                     |
| 20 novembre | Challenger Britania Zavaleta 2000 Puebla, Messico Cemento 25 000 $ Singolare - Doppio          | Zack Fleishmann Jeff Williams 6–3, 6–4             | Ivo Heuberger Ville Liukko      | Jan Bourszewski Mariano Sánchez      | Bruno Echagaray Óscar Ortiz Fredrik Giers Ivo Heuberger                     |
| 27 novembre | JSM Challenger 2000 Urbana, Stati Uniti Cemento Indoor 50 000 $ Singolare - Doppio             | Jeff Salzenstein 7–6(4), 6–4                       | Anthony Dupuis                  | Taylor Dent Neville Godwin           | Michael Russell Eric Taino Cristiano Caratti Laurence Tieleman              |
| 27 novembre | JSM Challenger 2000 Urbana, Stati Uniti Cemento Indoor 50 000 $ Singolare - Doppio             | Taylor Dent Mardy Fish W/O                         | Noam Behr Michael Russell       | Taylor Dent Neville Godwin           | Michael Russell Eric Taino Cristiano Caratti Laurence Tieleman              |

### Dicembre
| Settimana   | Torneo | Vincitore                                    | Finalista                           | Semifinalisti              | Eliminati ai quarti                                                                                      |
| ----------- | --- | -------------------------------------------- | ----------------------------------- | -------------------------- | --- |
| 4 dicembre  | Milano Challenger 2000 Milano, Italia Sintetico Indoor 50 000 $ Singolare - Doppio                                                 | Mosè Navarra 6–3, 7–6(3)                     | Filippo Messori                     | Daniele Musa Lorenzo Manta | Alexander Waske Julian Knowle Elia Grossi Daniele Bracciali                                              |
| 4 dicembre  | Milano Challenger 2000 Milano, Italia Sintetico Indoor 50 000 $ Singolare - Doppio                                                 | George Bastl Giorgio Galimberti 6–3, 7–6(4)  | Filippo Messori Vincenzo Santopadre | Daniele Musa Lorenzo Manta | Alexander Waske Julian Knowle Elia Grossi Daniele Bracciali                                              |
| 4 dicembre  | Costa Rica Challenger 2000 San Jose, Costa Rica Cemento 100 000 $ Singolare - Doppio                                               | Anthony Dupuis 7–6(5), 4–6, 6–3              | Alexandre Simoni                    | Kevin Kim Vince Spadea     | Jeff Salzenstein Leonardo Olguín Luis Horna Mariano Sánchez                                              |
| 4 dicembre  | Costa Rica Challenger 2000 San Jose, Costa Rica Cemento 100 000 $ Singolare - Doppio                                               | Guillermo Cañas Adrián García 7–6(5), 6–1    | Bowen Brandon Coupe                 | Kevin Kim Vince Spadea     | Jeff Salzenstein Leonardo Olguín Luis Horna Mariano Sánchez                                              |
| 4 dicembre  | Prague Open 2000 Praga, Repubblica Ceca Cemento Indoor 25 000 $ Singolare - Doppio                                                 | Jan Vacek 6(7)–7, 7–5, 6–3                   | Ivo Heuberger                       | Ota Fukárek Jan Hernych    | Ivo Karlović Jurij Ščukin František Čermák Petr Luxa                                                     |
| 4 dicembre  | Prague Open 2000 Praga, Repubblica Ceca Cemento Indoor 25 000 $ Singolare - Doppio                                                 | Kristian Pless Aisam-ul-Haq Qureshi 6–4, 6–4 | Ivo Heuberger Ville Liukko          | Ota Fukárek Jan Hernych    | Ivo Karlović Jurij Ščukin František Čermák Petr Luxa                                                     |
| 11 dicembre | Rio de Janeiro Challenger 2000 Rio de Janeiro, Brasile Cemento 200 000 $ Singolare - Doppio Short Sets escl. Finale (RR) No Doppio | Alexandre Simoni 6–3, 7–5                    | Karim Alami                         | Gastón Gaudio André Sá     | Eliminati RR1 Franco Squillari Daniel Melo Fernando Meligeni Eliminati RR2 Nicolás Massú Guillermo Coria |

## Dati Statistici

### Divisione dei tornei per superficie
| Superficie       | Numero di tornei | Percentuale |
| ---------------- | ---------------- | ----------- |
| Terra Rossa      | 61               | 49,593%     |
| Cemento Outdoor  | 38               | 30,984%     |
| Sintetico Indoor | 12               | 9,750%      |
| Cemento Indoor   | 8                | 6,504%      |
| Erba             | 4                | 3,252%      |
| Totale           | 123              | 100 000%    |

## Vittorie

### Vittorie per nazione

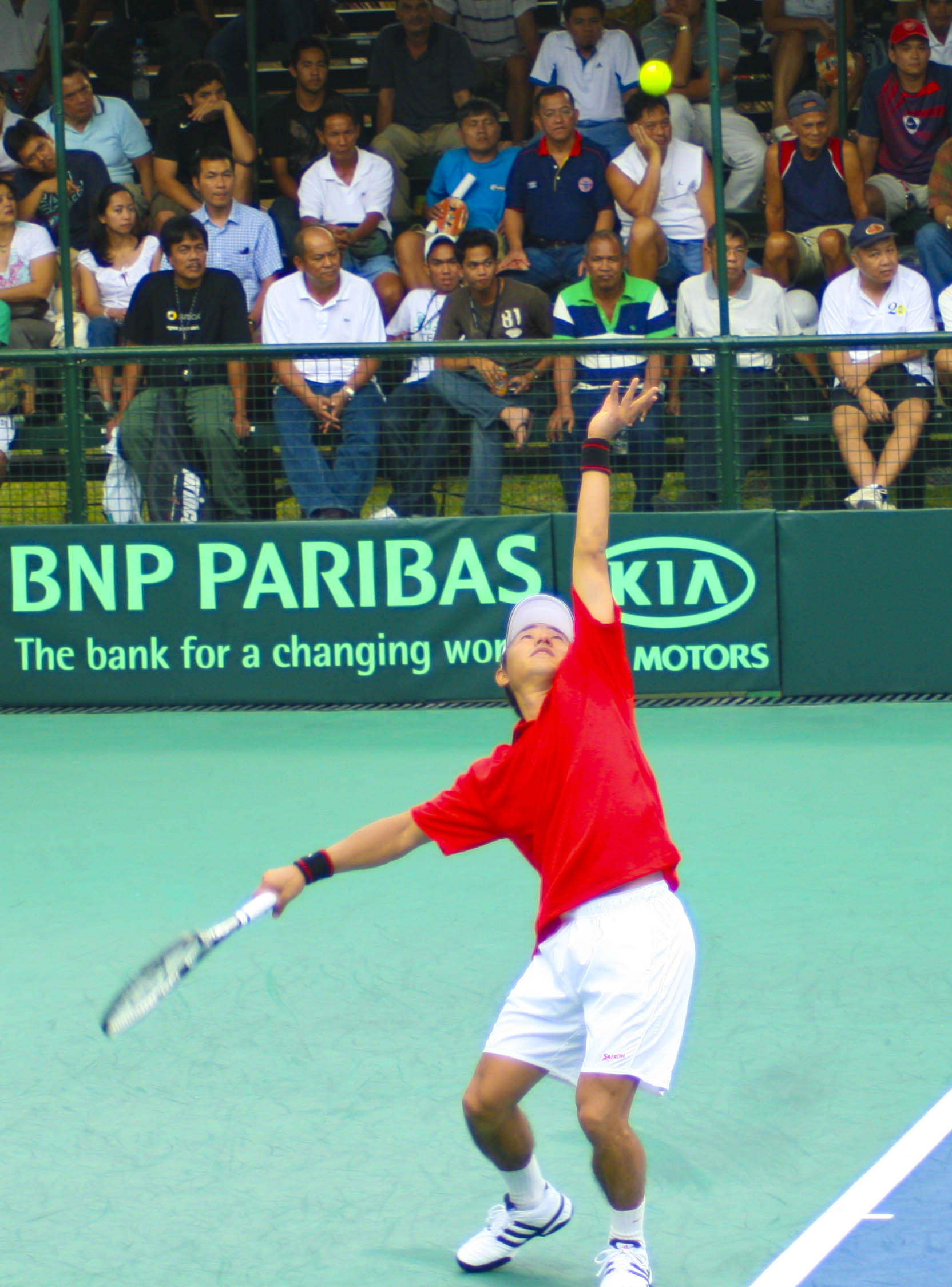
Il giapponese Takao Suzuki, vincitore dei quattro tornei singolari per il Giappone.

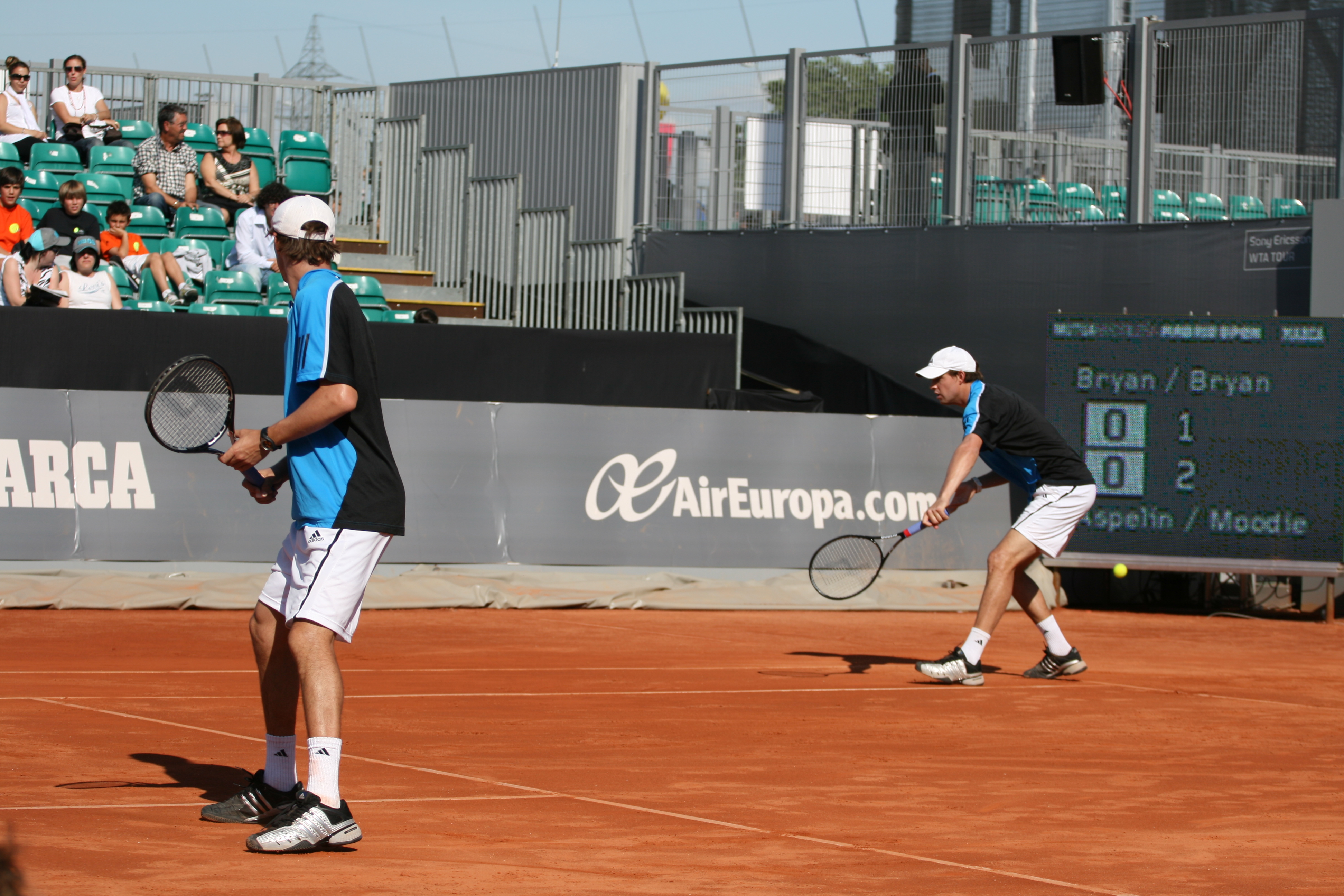
I fratelli Bryan, che nel 2000 muovono i loro primi passi nel circuito Challenger, vincendo anche un torneo.

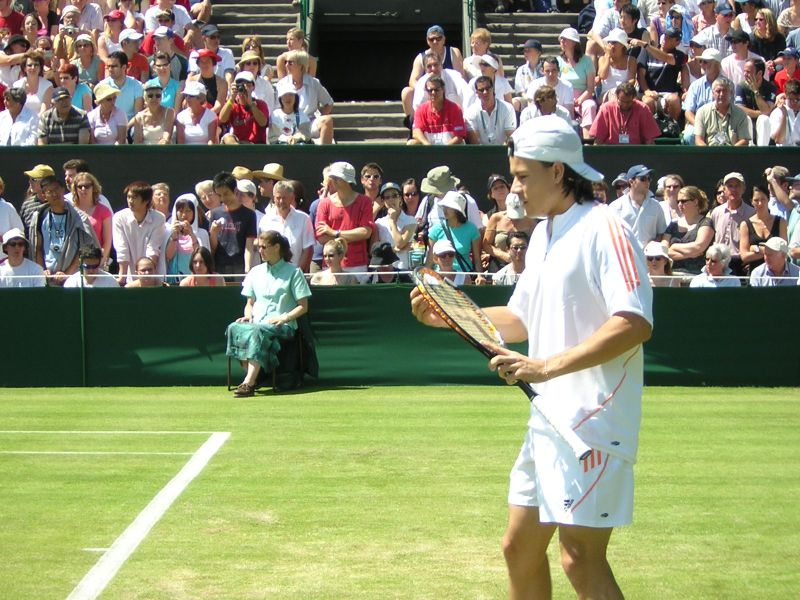
Guillermo Coria, vincitore di quattro tornei Challenger.

| Titoli totali | Nazione       | Challenger 200 000 $ | Challenger 125 000 $ | Challenger 125 000 $ | Challenger 100 000 $ | Challenger 100 000 $ | Challenger 75 000 $ | Challenger 75 000 $ | Challenger 50 000 $ | Challenger 50 000 $ | Challenger 37 500 $ | Challenger 37 500 $ | Challenger 25 000 $ | Challenger 25 000 $ | Titoli totali | Titoli totali |
| Titoli totali | Nazione       | S                    | S                    | D                    | S                    | D                    | S                   | D                   | S                   | D                   | S                   | D                   | S                   | D                   | S             | D             |
| ------------- | ------------- | -------------------- | -------------------- | -------------------- | -------------------- | -------------------- | ------------------- | ------------------- | ------------------- | ------------------- | ------------------- | ------------------- | ------------------- | ------------------- | ------------- | ------------- |
| 26            | Stati Uniti   |                      |                      | 1                    |                      | 1                    |                     |                     | 10                  | 6                   | 1                   | 1                   | 3                   | 3                   | 14            | 12            |
| 25            | Spagna        |                      |                      | 1                    | 4                    | 5                    | 1                   |                     | 4                   | 1                   | 1                   | 1                   | 3                   | 4                   | 13            | 12            |
| 22            | Rep. Ceca     |                      | 1                    | 1                    | 1                    | 3                    | 1                   | 3                   | 1                   | 2                   | 1                   | 1                   | 2                   | 5                   | 7             | 15            |
| 20            | Argentina     |                      | 1                    |                      | 6                    | 6                    |                     |                     | 2                   | 2                   |                     |                     | 1                   | 2                   | 10            | 10            |
| 20            | Australia     |                      |                      |                      | 1                    | 2                    |                     | 2                   | 2                   | 7                   |                     | 1                   | 1                   | 4                   | 4             | 16            |
| 19            | Italia        |                      | 1                    |                      | 3                    | 1                    | 1                   |                     | 3                   | 2                   | 1                   |                     | 4                   | 3                   | 13            | 6             |
| 18            | Sudafrica     |                      |                      |                      |                      | 3                    |                     |                     | 1                   | 9                   |                     |                     |                     | 5                   | 1             | 17            |
| 13            | Germania      |                      |                      | 1                    | 1                    | 1                    | 1                   |                     | 1                   | 1                   |                     |                     | 4                   | 3                   | 7             | 6             |
| 12            | Francia       |                      |                      |                      | 1                    |                      | 2                   |                     | 1                   | 1                   | 2                   | 2                   | 1                   | 2                   | 7             | 5             |
| 11            | Israele       |                      |                      | 1                    |                      | 1                    |                     | 1                   | 2                   | 3                   |                     |                     | 1                   | 2                   | 3             | 8             |
| 9             | Brasile       | 1                    |                      |                      | 1                    |                      |                     |                     |                     |                     |                     |                     | 2                   | 5                   | 4             | 5             |
| 6             | Belgio        |                      |                      |                      | 1                    |                      | 1                   |                     | 3                   |                     |                     |                     | 1                   |                     | 6             | 0             |
| 6             | Giappone      |                      |                      |                      |                      |                      |                     |                     | 4                   |                     |                     |                     |                     | 2                   | 4             | 2             |
| 6             | Russia        |                      |                      |                      |                      |                      |                     | 1                   |                     | 1                   |                     |                     | 3                   | 1                   | 3             | 3             |
| 5             | Paesi Bassi   |                      |                      |                      | 1                    | 2                    |                     |                     |                     | 1                   |                     |                     | 1                   |                     | 2             | 3             |
| 5             | Austria       |                      |                      |                      |                      |                      |                     | 2                   |                     |                     |                     |                     | 2                   | 1                   | 2             | 3             |
| 5             | Svizzera      |                      |                      |                      | 1                    |                      |                     | 1                   |                     | 2                   |                     |                     | 1                   |                     | 2             | 3             |
| 5             | Kazakistan    |                      |                      |                      |                      |                      |                     |                     |                     |                     |                     | 1                   | 1                   | 3                   | 1             | 4             |
| 5             | Serbia        |                      |                      |                      |                      | 1                    |                     |                     |                     | 2                   |                     |                     |                     | 2                   | 0             | 5             |
| 4             | Zimbabwe      |                      |                      |                      |                      |                      | 1                   |                     | 1                   | 1                   |                     |                     | 1                   |                     | 3             | 1             |
| 4             | Uzbekistan    |                      |                      |                      |                      |                      |                     |                     |                     |                     |                     |                     | 2                   | 2                   | 2             | 2             |
| 4             | Corea del Sud |                      |                      |                      |                      |                      |                     |                     | 2                   | 2                   |                     |                     |                     |                     | 2             | 2             |
| 4             | Romania       |                      |                      |                      |                      |                      |                     |                     |                     |                     |                     | 1                   |                     | 3                   | 0             | 4             |
| 3             | Svezia        |                      |                      |                      | 2                    |                      |                     |                     |                     |                     |                     |                     | 1                   |                     | 3             | 0             |
| 3             | Finlandia     |                      |                      |                      |                      | 1                    |                     |                     |                     | 1                   |                     |                     | 1                   |                     | 1             | 2             |
| 3             | India         |                      |                      |                      |                      | 1                    |                     |                     |                     |                     |                     |                     | 1                   | 1                   | 1             | 2             |
| 3             | Georgia       |                      |                      |                      |                      | 1                    |                     |                     | 1                   |                     |                     |                     |                     | 1                   | 1             | 2             |
| 3             | Bahamas       |                      |                      |                      |                      |                      |                     |                     |                     | 3                   |                     |                     |                     |                     | 0             | 3             |
| 2             | Venezuela     |                      |                      |                      |                      |                      |                     |                     | 1                   | 1                   |                     |                     |                     |                     | 1             | 1             |
| 2             | Portogallo    |                      |                      |                      |                      |                      |                     |                     |                     | 1                   |                     |                     |                     | 1                   | 0             | 2             |
| 2             | Bulgaria      |                      |                      |                      |                      |                      |                     |                     |                     | 1                   |                     |                     |                     | 1                   | 0             | 2             |
| 2             | Pakistan      |                      |                      |                      |                      |                      |                     |                     |                     |                     |                     |                     |                     | 2                   | 0             | 2             |
| 2             | Regno Unito   |                      |                      |                      |                      |                      |                     |                     |                     |                     |                     |                     |                     | 2                   | 0             | 2             |
| 1             | Canada        |                      |                      |                      |                      |                      |                     |                     |                     |                     |                     |                     | 1                   |                     | 1             | 0             |
| 1             | Norvegia      |                      |                      |                      |                      |                      |                     |                     |                     |                     |                     |                     | 1                   |                     | 1             | 0             |
| 1             | Monaco        |                      |                      |                      |                      |                      |                     |                     |                     |                     |                     |                     | 1                   |                     | 1             | 0             |
| 1             | Slovacchia    |                      |                      |                      |                      |                      |                     |                     |                     |                     |                     |                     | 1                   |                     | 1             | 0             |
| 1             | Macedonia     |                      |                      |                      |                      | 1                    |                     |                     |                     |                     |                     |                     |                     |                     | 0             | 1             |
| 1             | Ungheria      |                      |                      |                      |                      | 1                    |                     |                     |                     |                     |                     |                     |                     |                     | 0             | 1             |
| 1             | Cile          |                      |                      |                      |                      | 1                    |                     |                     |                     |                     |                     |                     |                     |                     | 0             | 1             |
| 1             | Nuova Zelanda |                      |                      |                      |                      |                      |                     | 1                   |                     |                     |                     |                     |                     |                     | 0             | 1             |
| 1             | Messico       |                      |                      |                      |                      |                      |                     |                     |                     | 1                   |                     |                     |                     |                     | 0             | 1             |
| 1             | Perù          |                      |                      |                      |                      |                      |                     |                     |                     |                     |                     |                     |                     | 1                   | 0             | 1             |
| 1             | Colombia      |                      |                      |                      |                      |                      |                     |                     |                     |                     |                     |                     |                     | 1                   | 0             | 1             |
| 1             | Danimarca     |                      |                      |                      |                      |                      |                     |                     |                     |                     |                     |                     |                     | 1                   | 0             | 1             |
| 1             | Croazia       |                      |                      |                      |                      |                      |                     |                     |                     |                     |                     |                     |                     | 1                   | 0             | 1             |
| 1             | Slovenia      |                      |                      |                      |                      |                      |                     |                     |                     |                     |                     |                     |                     | 1                   | 0             | 1             |